# Ибрагимович, Златан
Зла́тан Ибраги́мович (швед. и босн. Zlatan Ibrahimović, шведское произношение: [ˈslaːtan ɪbraˈhiːmɔvɪtɕ], боснийское произношение: [zlǎtan ibraxǐːmoʋitɕ]; род. 3 октября 1981, Мальмё, Швеция) — шведский футболист, игравший на позиции нападающего. Бывший капитан и лучший бомбардир в истории сборной Швеции. Считается одним из самых непредсказуемых и мастеровитых нападающих своего поколения.
По версии шведского журнала Dagens Nyheter, Ибрагимович занял второе место в списке лучших спортсменов государства всех времён. Забил более 570 голов за карьеру, включая более 500 голов за клуб, и забивал на протяжении четырёх десятилетий (1990-е, 2000-e, 2010-e, 2020-е). По версии газеты The Guardian, Ибрагимович занял третью строчку лучших футболистов мира за 2013 год.
С 12-летнего возраста выступал за юношеские команды «Мальмё», а в 1999 году дебютировал в основном составе. Проведя два года в основе клуба, летом 2001 года перешёл в нидерландский «Аякс» за 7,8 млн евро. За три года в Амстердаме Златан выиграл два чемпионских титула и один Кубок страны. Летом 2004 года перешёл в итальянский «Ювентус» за 16 млн евро. В первом своём сезоне за «бьянконери» стал чемпионом Италии. В сезоне 2005/2006 защитил титул, но вследствие «Кальчополи» оба чемпионства были аннулированы, после чего за 24,8 млн евро Ибрагимович перешёл к принципиальному сопернику — миланскому «Интеру». За три года в составе «нерадзурри» завоевал три подряд скудетто. Летом 2009 года за 46 млн евро и Самюэля Это’о перешёл в испанскую «Барселону». В составе клуба стал чемпионом Испании, клубным чемпионом мира и обладателем Суперкубка УЕФА. Но из-за конфликта с главным тренером «сине-гранатовых» Хосепом Гвардиолой летом 2010 года Ибрагимович перешёл в «Милан» на правах аренды, а в 2011 году окончательно переехал в Милан. В первом своём сезоне после возвращения в Серию А Златан вновь стал чемпионом Италии. В 2012 году из-за финансовых проблем «россонери» пришлось продать Ибрагимовича и Тиагу Силву в «Пари Сен-Жермен», стоимость сделки составила 60 млн евро. В составе парижан швед четыре раза подряд стал чемпионом Франции. Летом 2016 года, на правах свободного агента перешёл в английский «Манчестер Юнайтед». В составе «красных дьяволов» стал победителем Лиги Европы, обладателем Кубка Футбольной лиги и Суперкубка Англии. В марте 2018 года «Манчестер Юнайтед» объявил о расторжении контракта с футболистом, после чего Ибрагимович перешёл в «Лос-Анджелес Гэлакси» выступающий в MLS. В январе 2020 года Златан вернулся в «Милан» и в 2022 году выиграл свой пятый титул чемпиона Серии А. 4 июня 2023 года объявил о завершении карьеры.
В 2001 году дебютировал за сборную Швеции. Сыграл на четырёх чемпионатах Европы (2004, 2008, 2012 и 2016) и на двух чемпионатах мира (2002 и 2006). Лучший бомбардир в истории национальной сборной Швеции.

## Ранние годы
Родился в Мальмё, в районе Русенгорд, в семье югославских эмигрантов. Его отец Шефик Ибрагимович — боснийский славянин-мусульманин из Тузлы, а мать Юрка Гравич — хорватка из Задара. Они встретились и вступили в брак в Швеции. Швед вырос в опасном районе Русенгорд. Там работал не каждый уличный фонарь, а в высоких башнях было множество разбитых окон. У Ибрагимовича были брат Кеки и сестра Санела. Его отец Шефик всегда кормил детей пиццей, бургерами и кока-колой. Однажды отец даже подарил им по паре новых кроссовок Nike Air Max: зелёные для Златана и розовые для Санелы. Златан был некомандным игроком, из-за чего родители его товарищей по команде жаловались тренеру по этому поводу. В восемь лет Златан стал выступать за детскую команду клуба «Балкан», в которой играли исключительно выходцы из балканских стран. Его сразу записали в более старшую возрастную группу. Кумирами Златана были бразильцы Роналдо, Ромарио и Бебето, а также боксёр Мохаммед Али. Ему нравилось учиться, и он хорошо сдавал экзамены, когда усердно занимался. Но Златану было очень трудно сидеть на одном месте дольше нескольких минут. На уроках математики он обычно давал правильные ответы, но этого было недостаточно. Златану не хотелось показывать свои вычисления, из-за чего все думали, что он списывал. Однажды Ибрагимович, выступая за детскую команду выходцев с Балкан, в первом тайме остался на скамейке запасных за плохое поведение. К перерыву его команда уступала 0:4, и тренер позволил Ибрагимовичу выйти на поле. Тот забил восемь мячей, а его команда победила со счётом 8:4.
С возвратом Златан становился более мастеровитым, и ему нравилось бросать вызовы детям по младше. «Ладно, первый, кто отнимет у меня мяч, получит шоколадку!» — говорил он, стоя посреди поля. Порой у него пытались отнять мяч сразу 10 человек, но Златан был очень хорош с мячом в ногах. Постепенно малыши бросали эту идею и шли по домам.
Ибрагимович ездил на все игры на велосипеде. За других игроков болели их родители, но Шефик был на работе. Он не мог смотреть матчи сына, но знал, что у него огромный талант. Златану нравилось говорить с ним о футболе. Однажды отец сказал, что Ибрагимович перейдёт в «Мальмё».

## Молодёжная карьера
В возрасте 12 лет прошёл просмотр в «Мальмё». Тренер молодёжи клуба был наслышан о его таланте, и ему не терпелось поработать с Ибрагимовичем. В новом клубе Златан чувствовал себя чужаком в окружении вежливых шведских детей. Он был там единственным выходцем с района Русенгорд. У других детей были футбольные бутсы Adidas, тогда как он носил самую дешёвую пару, купленную в местном супермаркете. Родители жаловались на молодого игрока. Он был слишком агрессивным и слишком долго возился с мячом. Однажды они принесли менеджеру команды петицию с просьбой изгнать Златана из команды. Но он разорвал её. «Дайте ему шанс, — сказал он родителям. — Он блестящий игрок, ему просто нужно время, чтобы приспособиться к такому стилю футбола». Златану было жаль, что он расстроил людей. Он пытался улучшить своё поведение, но изменится было нелегко. Его партнёры любили игроков сборной Швеции, но Златан никогда не слышал ни об одном из них. Он знал только бразильцев, ведь они играли так, словно игра для них была развлечением. Любимчиками Златана были Ромарио и Бебето. На чемпионате мира 1994 года на стадии группового этапа встречались Бразилия и Швеция. «Мы порвём вас!» — говорили Златану его партнёры по «Мальмё». Он отвечал: «без шансов». Кеннет Андерсон открыл счёт, но потом Ромарио прошёл на дриблинге всю оборону и забил великолепный гол. Игра закончилась вничью 1:1, и все были удовлетворены. Со временем все приняли Ибрагимовича. Он не был плохим ребёнком; он просто отличался по особенному. Никто не знал, что он сделает в следующий раз. Команда выступала успешно, и он был ключевым элементом этого успеха. Тогдашнюю звезду «Мальмё» звали Тони, и Златан многому научился, играя с ним вместе. Они стали друзьями и всё делали вместе. В 15 лет у Златана появились сомнения по поводу футбольной карьеры. Он стал «лавочником» молодёжной команды «Мальмё». Когда же он выходил на поле, он забивал голы, но его кумир Роналдо никогда не был игроком замены. Если ему не удастся пробиться в стартовый состав, то какие шансы на то, чтобы стать профессионалом? Он задумался об устройстве на работу. Златан нуждался в тренере, который бы поверил в него. Он сильно вырос за последние годы и был выше ростом большинства защитников. Его навык вести мяч был развит блестяще, и зачастую он творил волшебство. Но Златан был нестабилен и иногда проводил очень плохие игры. Тони начинал тренироваться с основной командой, но Ибрагимовича не хотели видеть в основной команде.
«Мальмё» испытывал серьёзные трудности: команда шла в подвале таблицы шведской лиги и не имела средств на покупку новых игроков. Им придётся довериться игрокам молодёжной команды, но Златан был уверен, что сможет их спасти. Вместе с Тони они могли стать будущим клуба. Проблема была в том, что «Мальмё» не хотел эффектного форварда — они лишь нуждались в игроке, способном забивать много голов и играть по правилам. Это было не в стиле Златана. Когда его наконец попросили потренироваться с со взрослой командой, он отказался меняться. Ибрагимович знал, что Роланд Андерсон, тренер клуба, наблюдал за ним и надеялся впечатлить его своим талантом. Другие шведские игроки были все одинаковые, а он был уникальным, особенным. Но несмотря на это, на следующей неделе Златан вернулся в состав команды до 20 лет. Он изо всех сил старался привлечь к себе внимание тех, кто стоял во главе, но ничего не выходило. У Ибрагимовича не было сил на продолжение борьбы. Он решил покончить с футболом. Настало время двигаться дальше, но его друг не согласился и убедил Златана остаться в клубе. Он был доволен своим прогрессом, особенно в том, что касалось ударов. Сила была у него всегда, но теперь он стал бить гораздо точнее. Пока он шёл в раздевалку, один из тренеров «Мальмё» подошёл к нему: «привет, Златан, Роланд Андерсон хочет поговорить с тобой», — сказал он и повёл его в кабинет менеджера команды. Златан боялся, что его могут выгнать из клуба, но Андерсон перевёл его в основную команду.

## Клубная карьера

### «Мальмё»
Игроки «Мальмё» часто пробигали милю в качестве разминки перед тренировкой, и Златан терпеть её не мог. После нескольких километров езды Ибрагимович и Тони сильно отставали и садились на автобус. Сойдя с автобуса, они прятались и дожидались, когда мимо пробегут остальные игроки. Это был любимый отрезок маршрута для Златана, потому что он проходил мимо его старой школы, где ему говорили, что с таким отношением к делу ему не добиться успеха. Он показывал им их неправоту, и к тому же ему нравилось бежать рядом с известными игроками «Мальмё». «Голубые» оказались под угрозой вылета впервые за 64 года. Это стало бы катастрофой, и Златан был решительно настроен спасти ситуацию. Он вдвое усерднее работал на тренировках, но по прежнему не играл в матчах. Когда Тони забил в своей дебютной игре, Ибрагимович стал ещё не терпеливее. На очень важный матч «Хальмстада» Златан вновь остался в запасе. Чтобы избежать вылета, «Мальмё» требовалось набрать одно, последнее очко. Команда очень нервничала, но Златан был спокоен. Во втором тайме нападающий «голубых» травмировался, и Златан захотел выйти, но Роланд Андерсон выпустил другого игрока. Златан был разочарован, но потом травму получил и капитан команды. По итогу «Мальмё» проиграл со счётом 1:2 и вылетел из высшей лиги впервые за 64 года.
В сезоне 2000 года забил 12 голов в Суперэттане (втором дивизионе), внеся весомый вклад в возвращение клуба в высшую лигу; его игра заинтересовала главного тренера лондонского «Арсенала» Арсена Венгера и он предложил шведу показать себя в матче перед подписанием контракта. Ибрагимовичу не понравилось, что с ним не планируют заключить контракт сразу же, на что он ответил «Златан не ходит на прослушивания». Лео Бенхаккер (в то время технический директор «Аякса») проявил интерес к игроку после того, как увидел его игру в товарищеском матче против норвежского клуба «Мосс». 22 марта 2001 года Златан перешёл в «Аякс». Сумма трансфера составила 7,8 млн евро, что на тот момент являлось наибольшей суммой, которую получал шведский клуб за своего игрока.

### «Аякс»
2 апреля 2001 года Ибрагимович был представлен в качестве игрока «Аякса». Технический директор клуба Лео Бенхаккер и тренер Ко Адриансе заявили, что они давно следили за молодым нападающим. На пресс-конференции Златан сказал, что «Аякс» идеально подходит для него как команда играющая в его футбол. В интервью шведской газете Ибрагимович прокомментировал свой переход: «Когда мне было 15 лет, я играл на юношеском турнире в Амстердаме. Об „Аяксе“ я, конечно, уже тогда знал. Это большой клуб. Моя мечта сбылась, я буду здесь играть». С первых матчей Ибрагимович начал демонстрировать свой потенциал — в шести товарищеских матчах он забил 18 голов. Первый официальный матч за «красно-белых» швед провёл 8 августа в Лиге чемпионов УЕФА против шотландского «Селтика», выйдя на замену на 46-й минуте. Его команда уступила со счётом 1:3, а сам Златан был разочарован тем, что не попал в стартовый состав. Через одиннадцать дней он дебютировал в чемпионате Нидерландов, появившись на замену в матче с «Родой». Во втором туре Златан забил свой первый гол в чемпионате, открыв счёт в дерби против «Фейеноорда». В октябре Ибрагимович получил пятиматчевую дисквалификацию за удар соперника локтем. Этот инцидент произошёл 30 сентября в матче «Гронинген» — «Аякс» и остался незамеченным со стороны главного арбитра встречи. Через несколько дней прокурор KNVB начал расследование «дела Ибрагимовича». В итоге дисциплинарный комитет наказал нападающего на пять матчей. В сезоне 2001/02 «Аякс» стал чемпионом Нидерландов.
В следующем сезоне Ибрагимович громко заявил о себе в Лиге чемпионов. В своём первом матче этого турнира против чемпиона Франции, лионского «Олимпика», он забил два гола. В том сезоне «Аякс» дошёл до четвертьфинала, где уступил с минимальным счётом будущему чемпиону турнира, итальянскому «Милану». Чемпионат «Аякс» завершил вторым, уступив чемпионский титул ПСВ.
В сезоне 2003/04 «Аякс» вернул себе чемпионский титул. В групповом матче против «Милана» 16 сентября 2003 года миланский полузащитник Дженнаро Гаттузо был удалён с поля за удар Ибрагимовичу в лицо; в том сезоне «Аяксу» не удалось выйти из группового турнира.
22 августа 2004 года он забил в ворота «Бреды» гол, который был назван зрителями канала «Евроспорт» лучшим голом года (Ибрагимович обыграл полкоманды соперника, включая вратаря, и поразил пустые ворота). 31 августа 2004 года, в последний день летнего трансферного окна, Ибрагимович покинул «Аякс» и перешёл в «Ювентус».
Три года в «Аяксе» принесли ему два чемпионских титула, один Кубок, 38 голов и постоянное место в первой сборной Швеции.

### «Ювентус»
31 августа 2004 года Ибрагимович подписал контракт с «Ювентусом», сумма трансфера составила 16 млн. €. Поначалу из-за частых травм Давида Трезеге, Златан стал попадать в стартовый состав, что позволило ему к концу сезона забить 16 голов. В начале лета 2005 года итальянские СМИ сообщили, что «Реал Мадрид» предложил за Ибрагимовича 70 млн. €, позднее выяснилось, что это была «утка», инициированная спортивным агентом Ибрагимовича, Мино Райолой для увеличения трансферной стоимости шведа. 14 ноября 2005 года Ибрагимович получил шведский «Золотой мяч» — награду, которую получает лучший шведский футболист года.
В следующем сезоне его роль в атаке «Ювентуса» изменилась — он стал реже забивать, уйдя на второй план, закончив сезон с 10 забитыми мячами во всех турнирах. В Лиге чемпионов «Ювентус» дошёл до 1/4 Финала, уступив будущему финалисту «Арсеналу». Златан в составе «Ювентуса» выиграл второе подряд Скудетто, набрав 91 очко и потерпев всего одно поражение. В общей же сложности за «Ювентус» Ибрагимович провёл 70 матчей и забил 26 голов. Летом 2006 года «Ювентус» и Ибрагимович потеряли чемпионские титулы, полученные в двух предыдущих сезонах, из-за коррупционного скандала. Вследствие чего Ибрагимович покинул «Ювентус», когда команда была переведена в Серию B, из-за нежелания играть во втором итальянском дивизионе.

### «Интер»

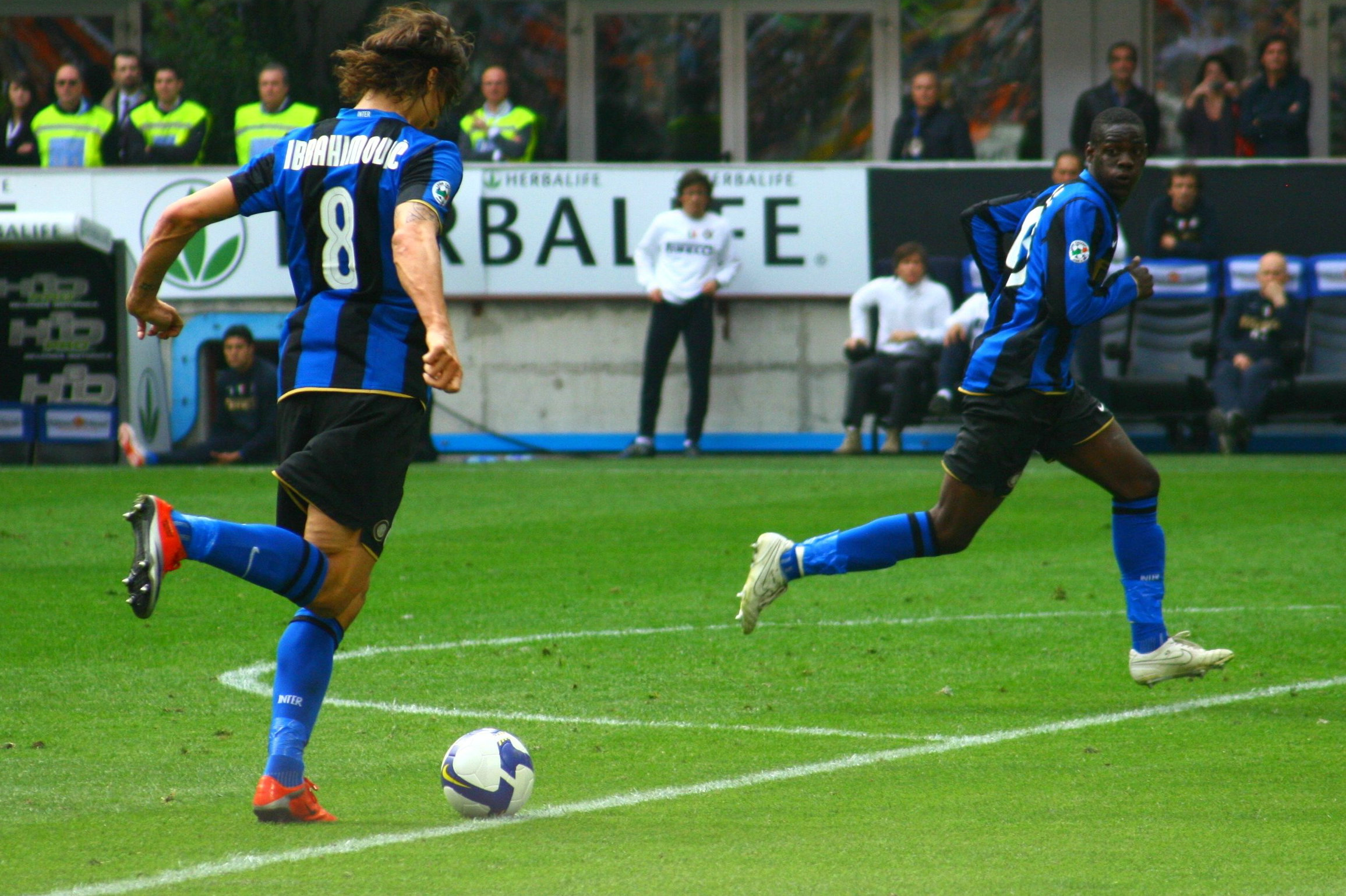
Ибрагимович и Марио Балотелли в игре за «Интер»

10 августа 2006 года Ибрагимович подписал четырёхлетний контракт с миланским «Интером» сумма трансфера составила 24,8 млн евро, это случилось спустя несколько дней после перехода 30-летнего Патрика Виейра из «Юве» в «Интера». На пресс-конференции Ибрагимович заявил, что в детстве «Интер» был его любимой командой. 9 сентября на матче Серии А сезона 2006/07 против «Фиорентины» Ибрагимович забил свой первый мяч за «Интер», отличившись на 61-й минуте.
В сезоне 2006/07 Ибрагимович забил 15 мячей, а «Интер» выиграл своё первое скудетто за 17 лет. Клуб завершил сезон с 97 набранными очками, установив рекорд лиги. В Лиге чемпионов 2006/07 «Интер» дошёл до 1/8 финала, уступив в «Валенсии».
16 сентября 2007 года Ибрагимович сыграл 100-й матч в Серии А. В начале сезона 2007/08 он продлил контракт с клубом до июня 2013 года и начал получать 9 млн евро в год, став самым высокооплачиваемым игроком мира. Ибрагимович сделал дубль в ворота ПСВ на групповом этапе Лиги чемпионов 2007/2008, эти голы стали первыми для него в Европе с декабря 2005 года и первым за «Интер» в еврокубках. 7 ноября в матче группового этапа забил зрелищный гол в «девятку», поразив ворота ЦСКА, впоследствии этот гол стал использоваться в заставке к матчам Лиги чемпионов. Но в плей-офф он сыграл не лучшим образом, и «Интер» вновь вылетел со стадии 1/8 финала, проиграв «Ливерпулю», а Ибрагимович — из списка претендентов на «Золотой мяч». Далее были травмы,[уточнить] и без Ибрагимовича имевший колоссальный[уточнить] отрыв от преследователей «Интер» растерял к последнему туру почти всё преимущество. В матче против «Пармы» только выход Ибрагимовича и его «золотой дубль» позволили «Интеру» выиграть скудетто.
4 октября 2008 года Ибрагимович забил красивый мяч в ворота «Болоньи» — Адриано выполнил фланговую передачу на ближний угол вратарской, а Ибрагимович технично пробил пяткой по летящему мячу. Сезон 2008/09 для Ибрагимовича сложился успешно, он стал лучшим бомбардиром лиги, забив 25 голов, «Интер» в третий раз подряд стал чемпионом, не потерпев ни одного домашнего поражения в сезоне. Но в Европе клуб вылетел от «Манчестер Юнайтед» на стадии 1/8 финала из Лиги чемпионов. В шести матчах плей-офф (за три года), где играл Ибрагимович, команда забила только в одном.

### «Барселона»

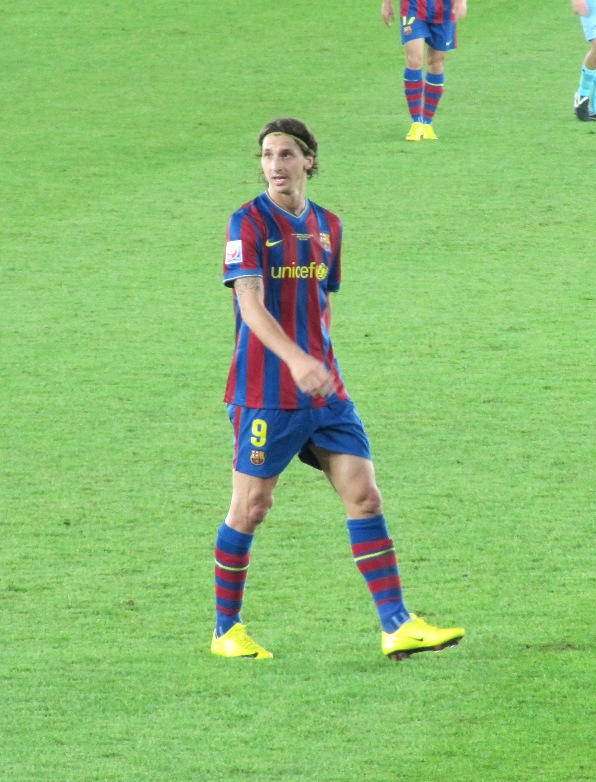
Ибрагимович в форме «Барселоны»

После трансфера Максвелла президент каталонского клуба Жоан Лапорта объявил, что была достигнута договорённость между «Барселоной» и «Интером» о покупке Ибрагимовича. Свой последний матч за «Интер» Ибрагимович сыграл против «Челси» во время турнира World Football Challenge 2009. 27 июля 2009 года швед прошёл медицинское обследование, после чего состоялась церемония представления игрока на «Камп Ноу» в присутствии 62 тыс. зрителей. Ибрагимович подписал пятилетний контракт, его трансфер из «Интера» обошёлся «Барселоне» в € 46 млн. Кроме того, в миланский клуб отправился Самуэль Это’о, который был оценён в € 20 млн. Александр Глеб должен был стать частью сделки, но отказался переезжать в Италию на правах аренды, после чего «Барселоне» пришлось доплатить за шведа порядка € 5 млн. В сумме «Интер» получил € 69,5 млн, но часть из них (около 4,5 %) была перераспределена в молодёжные клубы согласно «налогу солидарности».
Ибрагимович дебютировал за «Барселону» 23 августа 2009 года в матче за Суперкубок Испании против «Атлетика» (3:1) и отметился голевой передачей на Лионеля Месси. По сумме двух встреч (5:2) «Барселона» завоевала Суперкубок. 28 августа Ибрагимович выиграл свой второй титул — Суперкубок УЕФА. В первом туре Примеры сезона 2009/10 в матче против хихонского «Спортинга» Ибрагимович забил свой первый гол за «Барселону», после чего отличался в трёх матчах подряд.

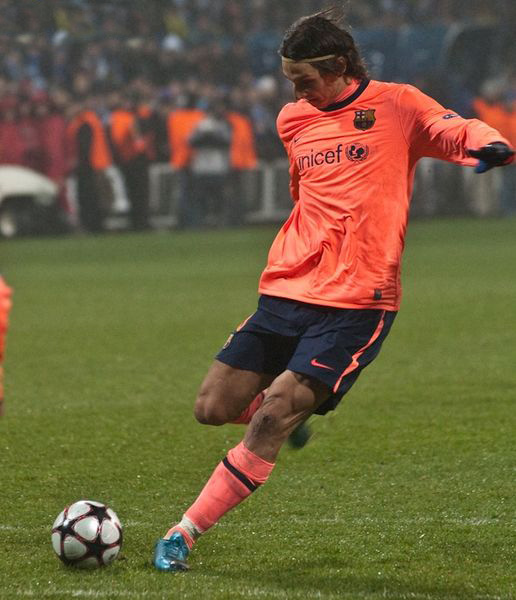
Златан в составе «Барселоны» в матче Лиги чемпионов 2009/10 против киевского «Динамо»

20 октября Ибрагимович забил свой первый гол в Лиге чемпионов 2009/10, в матче группового этапа против российского «Рубина». Пять дней спустя сделал дубль, отличившись в матче против «Сарагосы» (6:1). 7 ноября Ибрагимович получил травму бедра и выбыл на три недели. Он вернулся в строй к матчу против мадридского «Реала», выйдя на замену вместо Тьерри Анри в начале второго тайма, а на 56-й минуте с передачи Дани Алвеса забил победный мяч, отличившись седьмой раз в семи встречах. 19 декабря 2009 года Ибрагимович стал победителем Клубного чемпионата мира по футболу, когда «Барселона» обыграла в финальном матче аргентинский «Эстудиантес» 2:1.
Первый гол в 2010 году Ибрагимович забил 14 февраля в матче против «Атлетико Мадрид». Во время разминки перед матчем против «Атлетика» повредил трёхглавую мышцу голени, вследствие чего пропускал ответный матч четвертьфинала Лиги чемпионов 2009/10 против «Арсенала» (4:1), Эль-Класико (2:0) и следующий матч Лиги против «Депортиво». Вернулся на поле в матче против «Эспаньола», выйдя на 82-й минуте встречи.
Ибрагимович закончил сезон с 16 забитыми мячами, а «Барселона» выиграла Ла Лигу, набрав 99 очков в 38 матчах. Свой последний гол за клуб швед забил в матче за Суперкубок Испании 14 августа против «Севильи», а 25 августа сыграл последний матч за «Барселону» в рамках Кубка Жоана Гампера против «Милана». После чего в СМИ стала появляться информация о конфликте Ибрагимовича с тренером Хосепом Гвардиолой.

### «Милан»

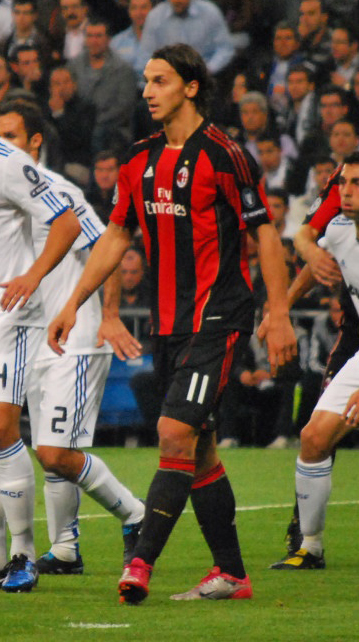
Ибрагимович в составе «Милана» на групповом этапе Лиги чемпионов против «Реала» в октябре 2010 года

28 августа 2010 года было объявлено о переходе Ибрагимовича в «Милан» на правах годичной аренды, по окончании которой итальянский клуб мог выкупить права на игрока за 24 миллиона евро. 11 сентября в своём первом матче за «Милан», во втором туре серии А сезона 2010/11 против «Чезены» на выезде, Ибрагимович на 86-й минуте не смог реализовать пенальти, пробив в штангу. Свои первые голы за «Милан» забил 15 сентября в матче Лиги чемпионов 2010/11 с французским «Осером» (2:0), отличившись на 66-й и 69-й минутах. 14 ноября состоялось Миланское дерби, в котором Ибрагимович забил единственный мяч, поразив ворота своего бывшего клуба.
В марте 2011 года Ибрагимович получил трёхматчевую дисквалификацию за удар в живот защитника «Бари» Марко Росси. 25 марта дисквалификация была сокращена до двух матчей, что позволило Ибрагимовичу сыграть в гостевом поединке против «Фиорентины», в котором он получил жёлтую карточку, а в самой концовке матча был вновь удалён за чересчур эмоциональное обращение к боковому арбитру, снова получив трёхматчевую дисквалификацию. 7 мая 2011 года после ничьи с «Ромой» за два тура до конца чемпионата «Милан» официально завоевал первое за последние 7 лет скудетто, Ибрагимович выиграл свой восьмой национальный чемпионат подряд, если учитывать титулы «Ювентуса» 2005 и 2006, которых клуб был лишён в результате коррупционного скандала 2006 года. За восемь лет (2003—2011) он сменил пять клубов из трёх стран, но с каждым клубом неизменно завершал сезон на первом месте в таблице. Всего за сезон Ибрагимович отличился 21 раз и отдал 11 результативных передач во всех турнирах, в связи с чем его стали сравнивать с легендой «Милана» — Марко ван Бастеном. 18 июня итальянский клуб выкупил трансфер шведа у «Барселоны».
Свой первый гол в сезоне 2011/12 Ибрагимович забил 6 августа в матче за Суперкубок Италии против «Интернационале» (2:1). В чемпионате отличился уже в первом туре в матче против «Лацио» (2:2). Свой третий мяч в сезоне забил во второй игре группового раунда Лиги чемпионов 2011/12 против «Виктории Пльзень», отличившись с пенальти. 23 ноября Ибрагимович забил первый мяч своей команды во встрече с «Барселоной» (2:3), отличившись на 20-й минуте, переиграв своего бывшего одноклубника Виктора Вальдеса. 28 ноября первый из двух мячей в ворота «Кьево» стал для Ибрагимовича 100-м в Серии А.
5 января 2012 года в одном из эпизодов матча против «Наполи» Ибрагимович ударил по лицу защитника неаполитанцев Сальваторе Ароники, за что был удалён с поля, а позже вновь получил трёхматчевую дисквалификацию. 15 февраля в матче плей-офф Лиги чемпионов против «Арсенала» (4:0) стал лучшим игроком встречи, забив один гол и отдав две голевые передачи. 3 в выездном матче против «Палермо» (4:0) Ибрагимович сделал свой единственный хет-трик за «Милан». По итогам сезона стал лучшим бомбардиром чемпионата Италии, отличившись 28 раз (из них 10 — с пенальти) в 32 играх чемпионата. Всего за сезон Ибрагимович забил 35 голов (28 — в чемпионате, 5 — в Лиге чемпионов УЕФА, 1 — в Кубке и Суперкубке Италии).

### «Пари Сен-Жермен»

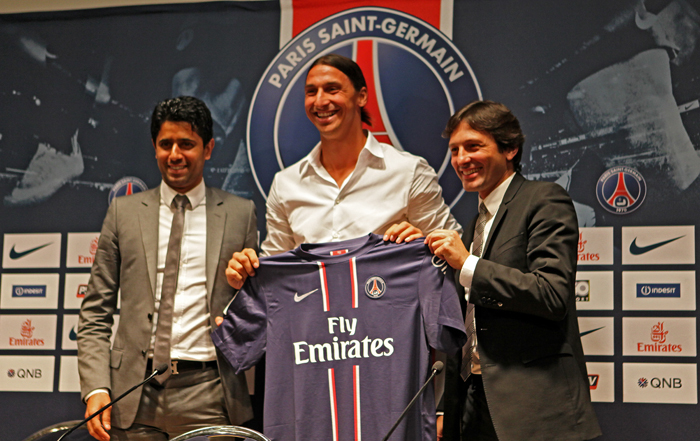
Ибрагимович на презентации в «ПСЖ», вместе со спортивным директором Леонардо (справа) и президентом Нассером аль-Хелаифи (слева)

17 июля 2012 года французский «Пари Сен-Жермен» подтвердил, что клуб достиг соглашения о приобретении Ибрагимовича у «Милана», трансферная стоимость оценивалась в € 20 млн, с учётом суммы трансфера в «ПСЖ» клубы Ибрагимовича потратили на него € 171 млн, что делало его вторым после Анхелья Ди Марии (€ 177 млн) самым дорогим футболистом в истории при пересчёте на общее количество потраченных денежных средств. Контракт был подписан на три года, по нему Ибрагимович должен был получать € 14 млн в год. 18 июня состоялась пресс-конференция, на которой Ибрагимович сказал: «Это следующий шаг в моей карьере, ещё одна мечта, ставшая явью. „ПСЖ“ — это очень интересный проект, частью которого я хочу быть. Я хочу творить с этой командой историю, я пришёл сюда побеждать, и это всё, о чём я думаю». Однако через несколько лет стало известно о том, что он не хотел уходить из «Милана», ему пришлось перейти в «ПСЖ» из-за договорённости между клубами без его участия.
Давно во Франции не было такого нападающего, как Ибрагимович. Он на уровень выше всех остальных.
Свой первый официальный матч Ибрагимович сыграл 11 августа в первом туре чемпионата Франции против «Лорьяна» (2:2), где забил свои первые два гола за новый клуб, отличившись с игры на 65-й минуте и с пенальти на 86-й. Ибрагимович сделал дубль в первом тайме матча с «Лиллем», что помогло «ПСЖ» добиться победы 2:1 после трёх подряд ничейных результатов.

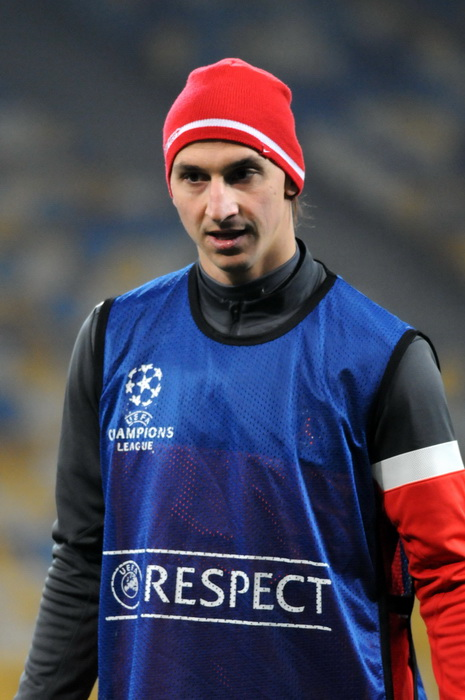
Златан в ноябре 2012 года

 На групповом этапе Лиги чемпионов сезона 2012/13 в матче против киевского «Динамо» 18 сентября Ибрагимович отличился с пенальти, забив свой шестой мяч в пяти встречах под руководством Карло Анчелотти. Таким образом, он стал первым футболистом, забивавшим за шесть разных команд в Лиге чемпионов. 8 октября стал третьим футболистом в истории (после Роналдиньо и Лорана Блана), который участвовал в испанском Эль-Класико, миланском дерби и Ле Классико. Он забил оба гола «ПСЖ» в этой встрече против «Марселя» (2:2) (первый гол был забит в комбинации с партнёрами, а второй — ударом со штрафного). 11 декабря сделал первый хет-трик за «ПСЖ» в матче против «Валансьена» (4:0). В январе 2013 года после ухода бразильца Нене Ибрагимович взял себе 10-й номер. До этого дважды, перед переходом в другой клуб (в 2009 году из «Интера» и в 2012 году из «Милана»), менял номер на десятый, но после этого не появлялся на поле с этим номером в официальных матчах. В апреле 2013 года Ибрагимович отличился в игре против своего бывшего клуба «Барселоны» в рамках плей-офф Лиги чемпионов. Тем не менее, в ответном матче на «Камп Ноу» была зафиксирована ничья со счётом 1:1, и по правилу выездного гола дальше прошла «Барселона». Ибрагимович стал лучшим ассистентом Лиги чемпионов 2012/13, отдавш 7 передач. 12 мая «ПСЖ» выиграл у «Марселя» со счётом 1:0, тем самым став чемпионом Франции в сезоне 2012/13, это третий титул парижан и первый с 1994 года. Ибрагимович выиграл гонку бомбардиров чемпионата с 30 забитыми мячами, последний раз 30 голов забивал Жан-Пьер Папен в сезоне 1989/1990. Ибрагимович впервые в карьере достиг отметки в 30 забитых мячей в национальном чемпионате. 20 мая Ибрагимович был признан лучшим игроком чемпионата Франции 2012/13.
Свой первый гол в сезоне 2013/14 Ибрагимович забил 31 августа в игре против «Генгама» (2:0), отличившись уже в компенсированное арбитром время. 24 сентября Ибрагимович продлил контракт с «Пари Сен-Жермен» до лета 2016 года. 2 октября забил два мяча в ворота «Бенфики» на групповом этапе Лиги чемпионов. 19 октября поучаствовал в разгроме «Бастии» (4:0), забив два мяча, особо красивым стал первый гол шведа, забитый пяткой. 23 октября в гостевом матче Лиги чемпионов против «Андерлехта» сделал 8-й по скорости хет-трик и стал 11 футболистом, забивавшим четыре раза в одном матче Лиги чемпионов. Скорость полёта третьего мяча составила 41 м/с. 20 января 2014 года в матче 21-го тура Лиги 1 Ибрагимович оформил дубль в ворота «Нанта» (5:0), второй мяч в этой встречи стал для шведа 300-м в клубной карьере. 16 марта Ибрагимович, сделав дубль в ворота Сент-Этьена, побил клубный рекорд, принадлежавший более 35 лет Карлосу Бьянки, швед забил 39-й и 40-й голы за «ПСЖ» во всех соревнованиях сезона. 19 апреля 2014 года, «ПСЖ» стал победителем Кубка французской лиги, обыграв на стадионе «Стад де Франс» «Лион» 2:1, Ибрагимович участие в матче не принимал в связи с травмой правого бедра, полученной в первом четвертьфинальном матче Лиги чемпионов против «Челси» (3:1). 7 мая «ПСЖ» досрочно стал чемпионом Франции в сезоне 2013/14, это произошла после того, как «Монако» упустил победу над «Генгамом» (1:1) за два тура до конца сезона, это второй подряд титул для «красно-синих» и четвёртый в истории клуба. 12 мая Ибрагимович был признан лучшим игроком чемпионата Франции, подобного звания швед удостоился второй год подряд. Забив в 33-х матчах 26 голов (шесть — с пенальти), стал лучшим бомбардиром чемпионата Франции второй сезон подряд.
2 августа 2014 года оформил дубль в матче с «Генгамом» и принёс своей команде победу в матче за Суперкубок Франции (2:0). «ПСЖ» начал защиту чемпионского титула с ничьей в матче с «Реймсом» (2:2), Златан открыл счёт на седьмой минуте матча, а на 19-й не реализовал пенальти. 16 августа в матче 2-го тура Лиги 1 с «Бастией» Ибрагимович получил травму, игроку был диагностирован частичный разрыв мышц живота, проведя на поле всего 15 минут. Всего в сезоне Златан принял участие в семи матчах, в которых забил семь голов и отдал одну голевую передачу. 1 сентября Ибрагимович помог «ПСЖ» разгромить «Сент-Этьен» (5:0) в матче четвёртого тура чемпионата, сделав хет-трик. 23 сентября, перед матчем «Каном», французская пресса сообщила, что шведский форвард не выйдет на поле из-за боли в пятке, из-за этого Златан пропустил матч второго тура группового этапа Лиги чемпионов 2014/2015 против «Барселоны». В общей сложности форвард пропустил около полутора месяцев и вернулся на поле в матче 13-го тура Лиги 1 «ПСЖ» — «Марсель» (2:0). 11 ноября, Ибрагимович в девятый раз признан игроком года в Швеции, Златан посвятил награду своему брату Сапко, скончавшемуся в апреле после продолжительной болезни в возрасте 40 лет, а также бывшему игроку «Марселя» Класу Ингессону, умершему от рака в возрасте 46 лет и шведскому защитнику Понтусу Сегерстрому, скончавшемуся в 33 года от опухоли мозга, оба футболиста ушли из жизни в октябре. 11 марта Ибрагимович повторил рекорд голландца Эдгара Давидса по числу красных карточек в Лиге чемпионов, швед на 31-й минуте ответного матча 1/8 финала против «Челси» заработал свою четвёртую красную карточку. 8 апреля «ПСЖ» выиграл у «Сент-Этьена» (4:1) в полуфинале Кубка Франции, швед оформил хет-трик, первый гол стал для него сотым в составе «парижан». 10 апреля Ибрагимовича дисквалифицировали на четыре матча за оскорбление арбитров в выездном матче 29-го тура чемпионата Франции против «Бордо» (2:3). Однако Златан настаивает, что его высказывания не были адресованы арбитру. В частности, после матча игрок сказал, что «за 15 лет игровой карьеры никогда не видел такого плохого судейства, как в этой дерьмовой стране». Впоследствии после того, как «ПСЖ» оспорил наказание Ибрагимовича в Олимпийском комитете Франции, дисквалификация была сокращена до трёх матчей. 11 апреля швед стал обладателем Кубка французской лиги — в финале «ПСЖ» выиграл у «Бастии» со счётом 0:4, в котором Ибрагимович и оформил дубль, а также был признан лучшим игроком финала. 16 мая 2015 года Златна в составе «ПСЖ» третий раз подряд стал чемпионом Франции, с 19 мячами, занял третью строчку в списке бомбардиров чемпионата. В голосовании за лучшего футболиста сезона во французской Лиге 1 по версии национального союза профессиональных футболистов Ибрагимович занял второе место, уступив титул Александру Ляказетту.

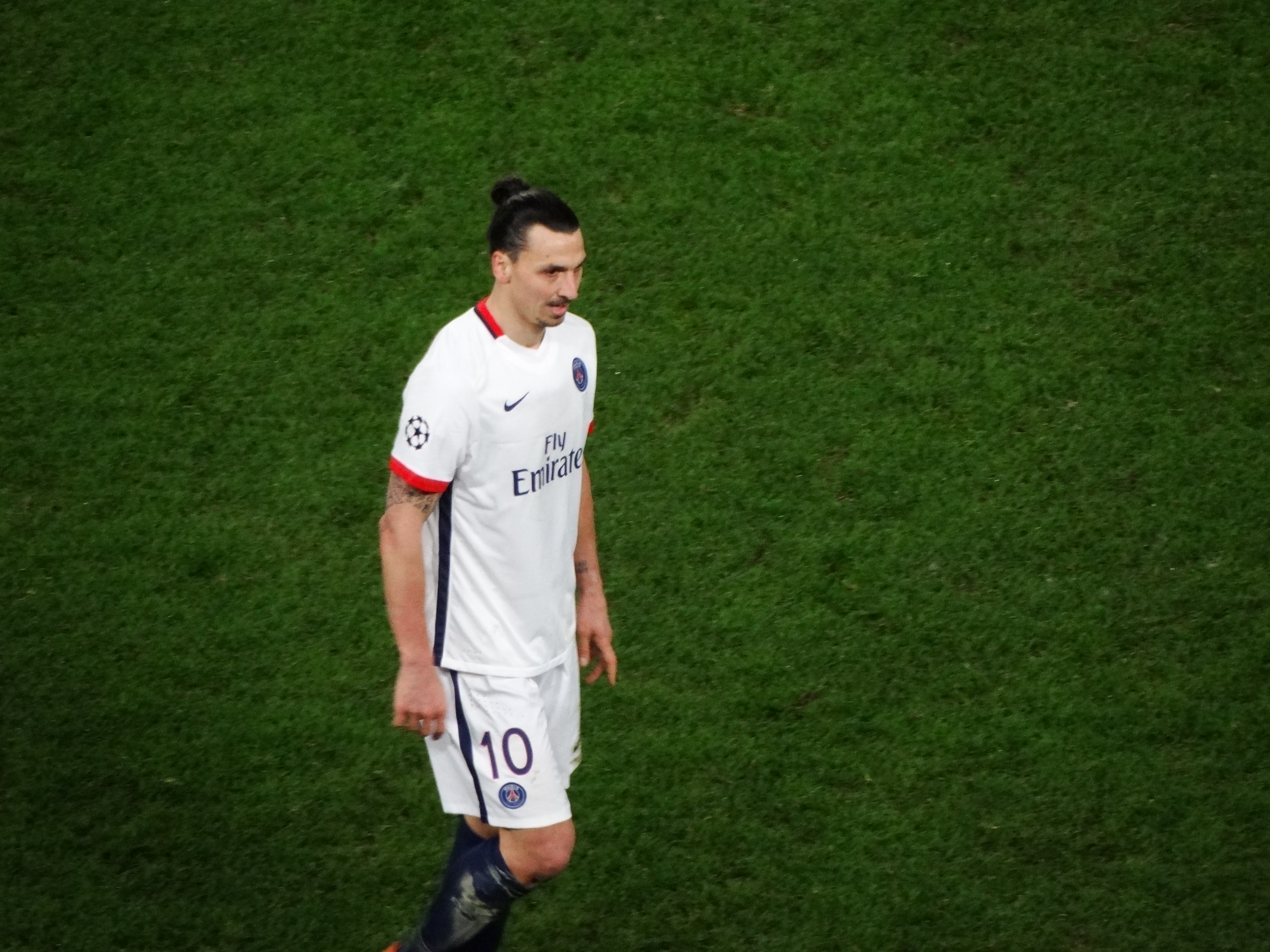
Ибрагимович в матче плей-офф Лиги чемпионов против «Челси», 9 марта 2016 года

1 августа 2015 года в матче против «Лиона» Залатан выиграл Суперкубок Франции (2:0). За пять минут до конца матча Златан ударил по мячу и почувствовал боль, впоследствии было диагностировано растяжение внутренней медиальной связки правого колена, из-за травмы швед пропустил первые 3 тура чемпионата и вышел на поле только 31 августа в матче против «Монако» (3:0). Из-за травмы полученной в матче отборочном матче чемпионата Европы 2016 против сборной России, Златан пропустил матч 5 тура против «Бордо». 16 сентября в пером туре группового этапа Лиги чемпионов УЕФА 2015/2016 Ибрагимович забил мяч своему родному клубу «Мальмё» (2:0). 4 октября Златан оформил дубль в домашнем матче 9-го тура с «Марселем», реализовав пенальти на 41-й и 44-й минутах, забил свой 110-й гол за парижан во всех турнирах, при этом обойдя Педру Паулету (109) став рекордсменом «ПСЖ» по количеству забитых мячей. 7 ноября, отличившись на 18-й минуте матча против «Тулузы» (5:0), Ибрагимович повторил личный рекорд, забив в шести подряд играх чемпионата Франции. 10 ноября, Ибрагимович в десятый раз признан игроком года в Швеции. 21 ноября, матч «ПСЖ» против «Лорьяна» в рамках 14-го тура чемпионата Франции, стал для Ибрагимовича 100-м в Лиге 1. 25 ноября, Златан забронировал главную площадь Мальмё, чтобы болельщики смогли наблюдать за матчем группового этапа Лиги чемпионов между «ПСЖ» и «Мальмё» (5:0), в этом матче Ибрагимович отметился голом на 49-й минуте. 4 декабря, в матче 17-го тура чемпионата Франции, швед отметился голом с пенальти в ворота «Ниццы», для 34-летнего нападающего этот мяч стал 86-м в рамках Лиги 1, что позволило ему стать лучшим бомбардиром парижского клуба во французском первенстве. 13 марта 2016 года «ПСЖ» разгромил «Труа» со счётом 9:0 и досрочно стал чемпионом Франции, за 8 туров до конца. Златан в матче отметился покером, мяч забитый на 52-й минуте стал для шведа 100-м в Лиге 1, для чего 34-летнему форварду понадобилось провести 115 игр. 21 мая, Ибрагимович оформил дубль в финальном матче Кубка Франции против «Марселя» (4:2), это позволило «ПСЖ» в 10-й раз стать обладателем трофея. Златан с 38 мячами, стал лучшим бомбардиром чемпионата Франции в сезоне 2015/2016, также был признан лучшим игроком сезона по версии Национального союза профессиональных футболистов. В мае 2016 года объявил о том, что не будет продлевать контракт с «ПСЖ» и покинет клуб летом.

### «Манчестер Юнайтед»

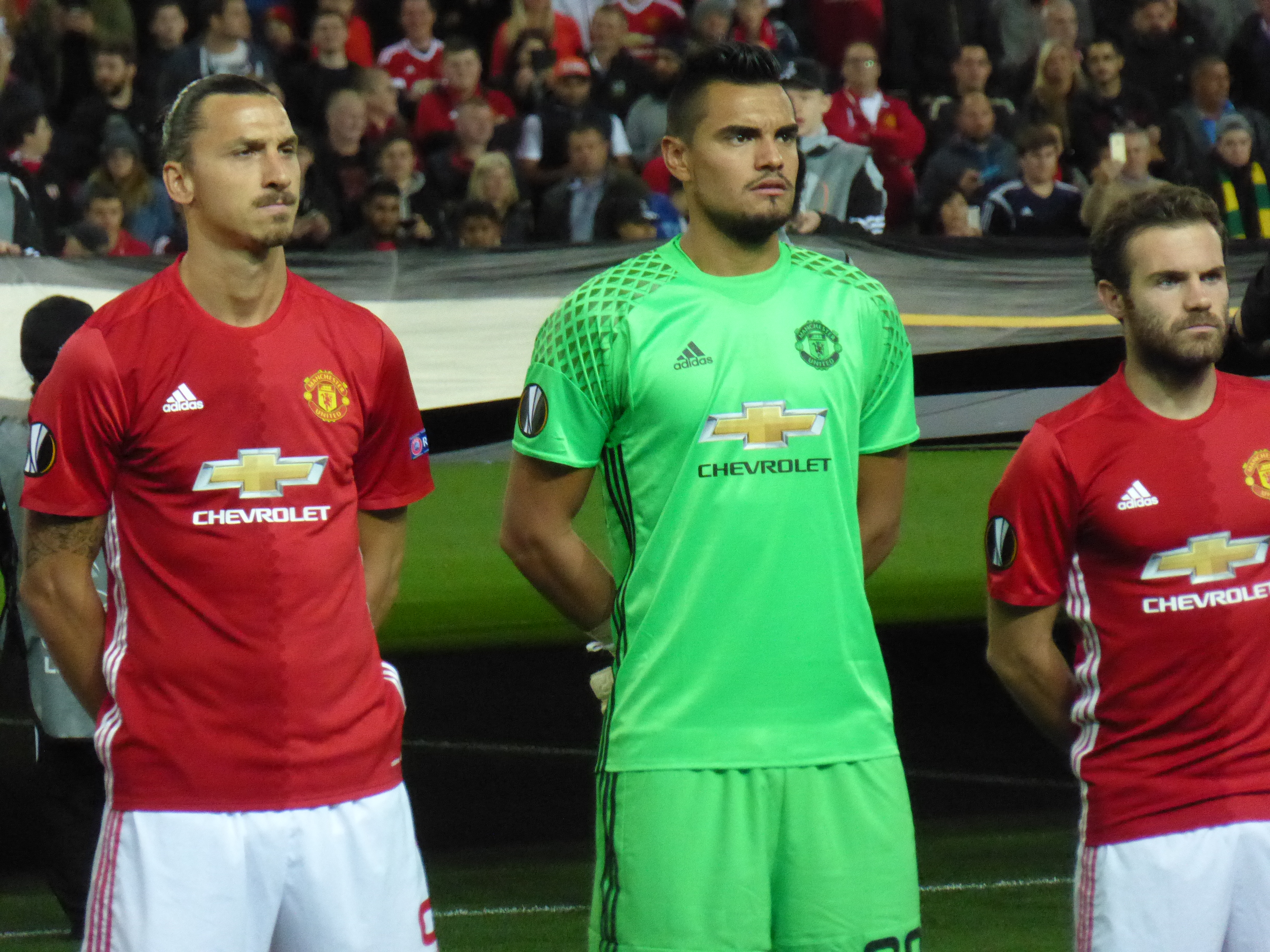
Слева направо: Златан Ибрагимович, Серхио Ромеро и Хуан Мата в матче Лиги Европы УЕФА 2016/2017 против «Зари», 29 сентября 2016 года

30 июня 2016 года в своём инстаграме Ибрагимович сообщил о переходе в английский «Манчестер Юнайтед». 1 июля клуб официально объявил о подписании контракта. В своём первом товарищеском матче Ибрагимович забил гол в ворота «Галатасарая» в падении «ножницами». Официальный дебют Ибрагимовича за «Юнайтед» состоялся 7 августа в матче на Суперкубок Англии, в котором он забил победный мяч в ворота «Лестер Сити» (2:1). 14 августа Ибрагимович отметился голом в своём дебютном матче Премьер-лиги против «Борнмута», пробив с 23 метров в нижний левый угол ворот. Тем самым он установил рекорд как игрок, забивавший мячи в своих дебютных матчах в чемпионатах Англии, Италии, Испании, Франции и в Лиге чемпионов. 19 августа Ибрагимович дебютировал за «Юнайтед» на «Олд Траффорд» в официальном матче в игре второго тура против «Саутгемптона». Ибрагимович открыл счёт на 36-й минуте, пробив головой после навеса Уэйна Руни с правого фланга, а на 52-й минуте установил в матче окончательный счёт 2:0, реализовав одиннадцатиметровый удар. Ибрагимович также был признан лучшим игроком матча. В домашнем матче 4-го тура, в манчестерском дерби 10 сентября (1:2), Ибрагимович забил свой четвёртый мяч в чемпионате Англии. Ибрагимович забил победный гол в ворота украинской «Зари» в матче 2-го тура группового раунда Лиги Европы (1:0) и стал всего третьим футболистом, который забивал за семь разных клубов в турнирах УЕФА. Дубль Ибрагимовича принёс «МЮ» выездную победу над «Суонси» (3:1), но из-за того, что в этом мачте он получил своё пятое предупреждение в сезоне (4 в АПЛ + 1 в Кубке лиги), пропустил матч с «Арсеналом». 27 ноября гол Ибрагимовича спас «МЮ» от поражения «Вест Хэм Юнайтед», но уже 1 декабря «МЮ» разгромил «Вест Хэм» в Кубке лиги благодаря голам Ибрагимовича. Матч 15-го тура премьер-лиги с «Тоттенхэм Хотспур» стал для Ибрагимовича 700-м на клубном уровне. 14 декабря забил победный мяч на 88-й минуте в игре против «Кристал Пэлас» (2:1). 17 декабря «МЮ» в гостях обыграл «Вест Бромвич Альбион» в матче 17-го тура благодаря дублю Ибрагимовича. В конце 2016 года появилась информация, что клуб предложил 35-летнему Ибрагимовичу войти в тренерский штаб после окончания карьеры. В начале января Ибрагимович стал лучшим игроком в «Манчестер Юнайтед» в декабре по версии болельщиков. В матче 21-го тура против «Ливерпуля» (1:1) забил ответный гол на 84-й минуте. Хет-трик Ибрагимовича принёс «МЮ» победу над «Сент-Этьеном» (3:0) в первом матче 1/16 финала Лиги Европы. 26 февраля в финальном матче Кубка английской лиги «Манчестер Юнайтед» на стадионе «Уэмбли» в Лондоне обыграл «Саутгемптон» (3:2) благодаря дублю Ибрагимовича. 3 марта Ибрагимович был признан лучшим игроком «Манчестер Юнайтед» в феврале по версии болельщиков. 4 марта не реализовал пенальти, из-за чего «МЮ» в большинстве не сумел дожать «Борнмут» (1:1). 7 марта Ибрагимович был дисквалифицирован на три матча за удар локтем защитника «Борнмута» в матче 27 тура. 4 апреля спас «МЮ» от поражения в матче с «Эвертоном» (1:1), забив гол на 94-й минуте. 21 апреля в ответном матче 1/4 финала Лиги Европы против «Андерлехта» получил травму колена в результате неудачного приземления на газон в конце второго тайма и не смог продолжить игру, после у него были диагностированы «значительные повреждения связок колена», которые выбили его из стоя минимум до окончания сезона. В СМИ появились слухи, что Ибрагимович завершит карьеру из-за травмы, но в своём инстаграме Ибрагимович заявил — «я вернусь даже сильнее, сдаваться — не вариант». 2 мая успешно перенёс операцию на колене. Агент Ибрагимовича Мино Райола опроверг возможное завершение карьеры из-за травмы и сообщил, что он будет восстанавливаться в США. 9 мая Daily Mail была предоставлена информация о зарплате Ибрагимовича, она составила более £ 19 млн, в неделю футболист получал £ 367 тыс., а также бонус в размере £ 2,8 млн за определённое количество голов. 24 мая «Манчестер Юнайтед» обыграл в финальном матче Лиги Европы «Аякс» (2:0), кубок УЕФА стал 33-м трофеем для шведа. По итогам турнира Ибрагимович вошёл в символическую сборную. 31 мая Райола сообщил, что Ибрагимович хочет продолжить свою карьеру в «Манчестер Юнайтед». 9 июня «Манчестер Юнайтед» исключил Ибрагимовича из заявки на АПЛ, после чего в СМИ начали повалятся слухи о возможном возвращении шведа в «Милан», о переходе в «Зенит» или «Герту», а также переезд в MLS. 30 июня контракт с «МЮ», истёк и Ибрагимович стал свободным агентом. 11 августа главный тренер «МЮ» Жозе Моуринью подтвердил, что клуб ведёт переговоры с Ибрагимовичем о новом контракте.
24 августа 2017 года Ибрагимович подписал новый контракт с «Манчестер Юнайтед». Соглашение было рассчитано на один сезон. 18 ноября во встрече 12-го тура против «Ньюкасл Юнайтед» Ибрагимович провёл первый матч после травмы крестообразных связок, полученной в апреле — вышел на замену на 77-й минуте и успел отметиться ударом ножницами. 22 ноября вышел на замену на 74-й минуте в матче группового этапа Лиги чемпионов 2017/18 против «Базеля» (0:1), тем самым став первым игроком, который представлял семь различных клубов в Лиге чемпионов. 20 декабря впервые после восстановления от травмы вышел в стартовом составе в матче против «Бернли», а свой первый гол в сезоне забил со штрафного в матче четвертьфинала Кубка Футбольной лиги 2017/2018 против «Бристоль Сити» (1:2). 30 декабря Жозе Моуринью на пресс-конференции рассказал, что Ибрагимович не попал в заявку из-за травмы. 15 марта бывший футболист Адриан Муту заявил, что у Ибрагимовича нет никакой травмы, а не играет он из-за того, что его отношения с Моуринью испортились. 22 марта «Манчестер Юнайтед» объявил о расторжении контракта с Ибрагимовичем по обоюдному согласию сторон.

### «Лос-Анджелес Гэлакси»

Ибрагимович в матче MLS против «Цинциннати» в июне 2019 года

23 марта 2018 года «Лос-Анджелес Гэлакси» объявил о переходе Ибрагимовича. Клуб выложил видео, на котором Ибрагимович сравнивается со львом и говорит «Лос-Анджелес, добро пожаловать в Златана». Его зарплата составила 1,5 миллиона долларов в год. Это в 18 раз меньше, чем в «Манчестер Юнайтед» (27 млн долларов в год). Соглашение было рассчитано до конца сезона 2019 года.
24 марта футболки Ибрагимовича вышли в топ самых продаваемых в официальном магазине атрибутики MLS. В ночь на 30 марта швед прибыл в Лос-Анджелес. В дебютной игре за «Гэлакси», которой стало дерби Лос-Анджелеса, Ибрагимович, выйдя на замену, отметился дублем, причём второй мяч принёс его новому клубу победу в компенсированное время 4:3. После матча швед сказал: «Я слышал, как толпа говорила: „Мы хотим Златана, мы хотим Златана!“. Что ж, я дал им Златана». 22 мая получил прямую красную карточку в матче против «Монреаль Импакт» (1:0). В концовке первого тайма он ударил ладонью по затылку полузащитника Майкла Петрассо, который, пятясь, наступил шведу на ногу. 30 мая забил два гола в матче против «Далласа», однако его команде не удалось добиться даже ничейного результата. Игра завершилась со счётом 2:3. После матча он обрушился на свою команду, сказав: «Каждую игру мы не должны проигрывать два или три мяча, а потом ловить игру и пытаться выиграть. Это не та игра; это абсолютно не та игра. Даже если вы играете в MLS или Премьер-лиге, где угодно, это так не работает. Нам нужно быть ведущей командой и играть оттуда, а не постоянно ловить гол, так что, очевидно, это нехорошо». 8 июля забил один из четырёх мячей в ворота «Коламбус Крю», реализовав пенальти. Во встрече с «Филадельфия Юнион» 21 июля он забил свой 12-й гол в чемпионате. На следующей неделе забил свой первый хет-трик в MLS в матче с «Орландо Сити». После этого матча Ибрагимович вышел на второе место в бомбардирской гонке — на его счету было 15 голов.
15 сентября забил свой 500-й гол в профессиональной карьере за клуб и сборную в матче против «Торонто» (5:3). После матча игрок заявил, что он рад за «Торонто», потому что их запомнят как его 500-ю жертву. Швед стал третьим действующим игроком, достигшим этой отметки. Ранее это сделали Криштиану Роналду и Лионель Месси. В августе 2019 года этот гол был номинирован на премию ФИФА имени Ференца Пушкаша за лучший гол года. В ноябре был номинирован на награду MVP сезона в MLS и попал в тройку претендентов на награду «камбэк года», вручаемую игрокам, которые вернулись в футбол после серьёзной травмы или другого несчастья. По итогам сезона попал в символическую сборную MLS. Был признан лучшим новичком сезона, хотя «Лос-Анджелес Гэлакси» не попал в плей-офф. Забил 22 гола и отдал 10 голевых передач в 27 играх. Дебютный гол Ибрагимовича в чемпионате был признан лучшим в сезоне.
Перед сезоном 2019 года Ибрагимович был назначен капитаном команды. 31 марта 2019 года сделал дубль в матче с «Портленд Тимберс», забив один из мячей с пенальти в стиле Паненки. Матч завершился победой «Гэлакси» — 2:1. Эти голы позволили Ибрагимовичу выйти на первое место в списке самых результативных игроков в истории шведского футбола. 20 июля швед сделал хет-трик, благодаря чему его команда смогла одержать победу над «Лос-Анджелесом» (3:2). 15 сентября забил второй хет-трик в сезоне в матче против «Спортинг Канзас-Сити» (7:2). Таким образом, Ибрагимович забил 26 голов в 25 матчах в сезоне, побив клубный рекорд, который держался с 2002 года, когда Карлос Руис забил 24 гола. Нападающий второй сезон подряд был включён в список «Всех звёзд MLS» и в список «MLS Best XI». Ибрагимовичу удалось вывести «Лос-Анджелес Гэлакси» в плей-офф Кубка MLS 2019 года, где 24 октября, несмотря на гол и ассист, его команда выбыла в полуфинале Западной конференции, проиграв на выезде «Лос-Анджелесу» со счётом 5:3. В ноябре 2019 года объявил о своём уходе из клуба. За полтора года в США провёл 58 матчей, в которых забил 53 мяча и отдал 15 голевых передач.

### Возвращение в «Милан»
2 января 2020 года Ибрагимович вернулся в «Милан», заключив с клубом контракт до июня того же года с опцией продления на сезон. 6 января в матче против «Сампдории» (0:0) впервые вышел на поле после возвращения, заменив во втором тайме Кшиштофа Пёнтека. 11 января в матче против «Кальяри» (2:0) он забил свой первый гол. Таким образом, Ибрагимович стал первым футболистом, забивавшим в четырёх последних десятилетиях. 9 февраля забил исторический гол в ворота «Интера» (2:4) в возрасте 38 лет и 129 дней и обогнал своего соотечественника Нильса Лидхольма, став самым возрастным игроком, забившим в миланском дерби в рамках чемпионата Италии. Во время паузы в сезоне, обусловленной пандемией коронавируса, футболист улетел в Стокгольм где тренировался с местной командой «Хаммарбю», совладельцем которой является. 15 июля Ибрагимович сыграл свой 100-й матч за «Милан», в котором «красно-чёрные» одержали победу над «Пармой» со счётом 3:1. 29 июля он стал первым игроком, забившим 50 голов в Серии А за оба миланских клуба, оформив дубль в матче против «Сампдории». 1 августа забил гол в матче против «Кальяри» (3:0), став самым возрастным игроком, забившим не менее десяти голов в сезоне Серии А, со времён Сильвио Пиолы в составе «Новары» в 1950-х годах, в возрасте 38 лет и 302 дней. 31 августа продлил контракт ещё на один год. Зарплата составила 7 млн евро, что сделало Ибрагимовича самым высокооплачиваемым футболистом команды.

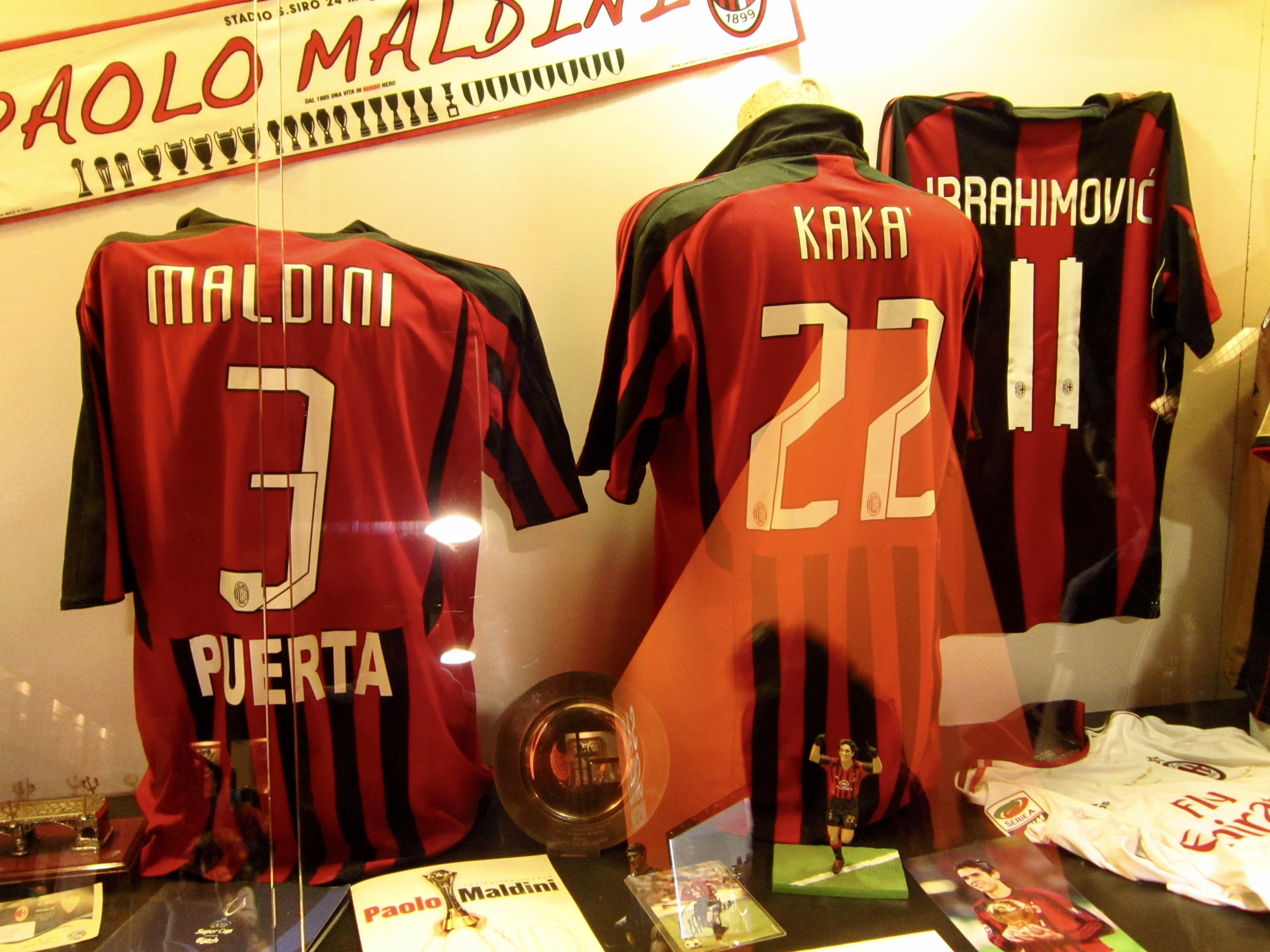
Футболка Ибрагимовича с номером 11 в музее «Сан-Сиро»

17 сентября 2020 года забил первый гол «Милана» в сезоне 2020/21 в гостевой победе 2:0 над «Шемрок Роверс» во втором квалификационном раунде Лиги Европы. Четыре дня спустя он забил дубль в первом матче нового сезона в ворота «Болоньи» (2:0). Пропустив три матча, восстанавливаясь от COVID-19, Ибрагимович вернулся в Миланском дерби 17 октября, забив дважды за три минуты, когда «Милан» победил «Интер» 2:1. 26 октября сделал дубль в чемпионате в третьей игре подряд в домашней матче с «Ромой» (3:3). 22 ноября снова забил дважды в гостевой победе над «Наполи» (3:1), которая также стала его восьмым подряд выступлением в Серии А с минимум одним голом. Однако он также получил травму подколенного сухожилия и был вынужден выйти на замену.
9 января 2021 года вернулся в строй после травмы, выйдя на замену в последние пять минут матча с «Торино» (2:0). 18 января он забил оба гола в победе над «Кальяри» (2:0), благодаря чему «Милан» остался на три очка выше в турнирной таблице. Голы Ибрагимовича означали, что ему удалось забить в каждом из девяти последних матчей за клуб. 26 января Ибрагимович был вовлечён в стычку с бывшим партнёром по «Манчестер Юнайтед» Ромелу Лукаку в четвертьфинальном матче Кубка Италии против «Интера». После фола, совершенного Лукаку в конце первого тайма, было слышно, как он и Ибрагимович обмениваются оскорблениями, когда пара столкнулась головами, и их пришлось разнимать партнёрам по команде. Оба игрока были удалены, так как их споры продолжились в подтрибунном помещении. Ибрагимович был удалён во втором тайме после второй жёлтой за фол на Александре Коларове, а «Интер» одержал победу со счётом 2:1. После матча швед столкнулся с критикой за свои высказывания, сделанные во время столкновения, в том числе когда микрофоны на поле зафиксировали, как он сказал Лукаку «иди занимайся своим вуду-дерьмом» и назвал его «мелким ослом», и Итальянская федерация футбола провела расследование, чтобы определить, являются ли эти высказывания расовым оскорблением. Ибрагимович отрицал использование расизма в социальных сетях, заявив: «В мире Златана нет места расизму», хотя и допустил возможный подкол в адрес Лукаку, добавив: «Мы все игроки, но одни лучше других». 26 апреля, хотя доказательств расистских намерений обнаружено не было, Ибрагимович был оштрафован на 4 000 евро, а Лукаку — на 3 000 евро.
7 февраля 2021 года забил 500-й и 501-й голы в своей клубной карьере. Он отметился дублем в ворота «Кротоне» в матче итальянской Серии А. Матч завершился победой миланского клуба со счётом 4:0. 22 апреля он подписал новый контракт, чтобы остаться в команде ещё на один сезон. 9 мая был вынужден уйти на замену во втором тайме матча «Милана» с «Ювентусом» (3:0) из-за травмы левого колена, которая вывела его из строя до конца сезона.
Я хочу доказать всем, что 40 – это всего лишь число. Я всё ещё могу заниматься любимым делом. Конечно, я не могу играть так, как я играл пять или десять лет назад, но сейчас я гораздо умнее и опытнее.
12 сентября 2021 года впервые вышел в составе «Милана» после восстановления после травмы и забил гол в победе над «Лацио» со счётом 2:0. Тем самым в возрасте 39 лет и 344 дней он стал самым возрастным неитальянским игроком, забившим гол за всю 123-летнюю историю Серии А, побив рекорд, ранее принадлежавший бывшему центральному защитнику «Пармы» Бруну Алвешу. 23 октября 2021 года в матче против «Болоньи» впервые в своей карьере забил автогол. Также он стал четвёртым футболистом в истории Серии А который забил в 40 лет. Ранее этого добились Сильвио Пиола, Пьетро Верховод и Алессандро Костакурта.
20 ноября 2021 года забил два гола за 5 минут в матче с «Фиорентиной» (4:3) и стал самым возрастным игроком, забившим дубль в матче Серии А, а также первым 40-летним игроком, забившим дубль в пяти ведущих европейских чемпионатах в 21 веке. 11 декабря в компенсированное время забил акробатическим приёмом в матче с «Удинезе» (1:1), достигнув рубежа в 300 голов за карьеру в топ-5 лигах Европы, став третьим игроком в 21 веке после Криштиану Роналду и Лионеля Месси. 24 апреля 2022 года организовал гол Сандро Тонали на 90-й минуте матча с «Лацио», благодаря чему «Милан» вышел на первое место в таблице Серии А. 22 мая после финального матча с «Сассуоло», «Милан» впервые за 11 лет выиграл титул чемпиона Серии А, причём Ибрагимович участвовал в завоевании последнего титула в 2011 году. В ходе сезона он забил восемь голов и отдал три голевые передачи. Это был его 5-й титул в Серии А (2 дополнительных титула были аннулированы в составе «Ювентуса»). Ибрагимович посвятил титул своему агенту и другу, покойному Мино Райоле, который недавно умер. Три дня спустя Златан сообщил, что в течение сезона он шесть месяцев играл через травму передней крестообразной связки, которую ему в тот же день устранили хирургическим путём, и что он будет вне игры как минимум семь месяцев. 18 июля было объявлено, что он подписал продление контракта с миланским клубом на один год и останется в команде на следующий сезон. Он вернулся к тренировкам в феврале 2023 года, но не попал в состав команды на Лигу чемпионов. Ибрагимович вернулся в основную команду 26 февраля 2023 года, впервые за девять месяцев, в победе над «Аталантой» со счётом 2:0. 18 марта стал самым возрастным бомбардиром Серии А в возрасте 41 года и 166 дней, забив гол в матче с «Удинезе» (1:3). 4 июня, в конце заключительной игры «Милана» в Серии А, Ибрагимович объявил о завершении футбольной карьеры.

## Карьера в сборной

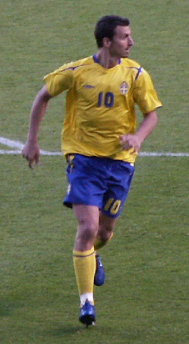
Ибрагимович играет за Швецию в 2006 году

Ибрагимович мог играть за сборные Хорватии и Боснии и Герцеговины, однако выбрал Швецию, в которой родился.
Первый матч в составе сборной Швеции 19-летний Ибрагимович провёл 31 января 2001 года против команды Фарерских островов (0:0). Первый мяч за сборную забил через 4 дня после своего 20-летия — 7 октября 2001 года на стадионе «Росунда» он поразил ворота сборной Азербайджана в отборочном матче чемпионата мира 2002 года. Ибрагимович был игроком сборной Швеции на чемпионате мира 2002, но лишь два раза выходил на замену в концовках матчей против Аргентины (на групповой стадии) и Сенегала (в 1/8 финала, где мог принести Швеции победу в конце основного времени, но не сумел пробить голкипера).
На Евро-2004 Ибрагимович стал ключевым игроком стартового состава. Он отличился с пенальти в матче против сборной Болгарии, а гол пяткой в ворота Италии, по сути обеспечивший шведам выход в четвертьфинал, стал одним из самых зрелищных на турнире. Тем не менее, в матче четвертьфинала против сборной Нидерландов Ибрагимович промахнулся в серии послематчевых пенальти, послав мяч выше ворот, что не позволило Швеции пройти дальше.
4 сентября 2004 года во время отборочного турнира на ЧМ-2006 Ибрагимович забил четыре гола в матче против Мальты (7:0). На самом чемпионате мира он не забивал, а сборная выбыла в 1/8 финала, проиграв сборной Германии 0:2.
Ибрагимович был вызван на матч отборочного этапа Евро-2008 против Лихтенштейна 6 сентября 2006 года, но за два дня до начала матча нарушил комендантский час со своими товарищами по сборной, Кристианом Вильхельмссоном и Улофом Мельбергом, посетив ночной клуб. Хотя никто из игроков не употреблял алкоголь, главный тренер сборной Швеции Ларс Лагербек отстранил их от игры и отправил домой. Мельберг и Вильхельмссон не стали оспаривать решение тренера, но Ибрагимович посчитал это несправедливым и отказался участвовать в следующих отборочных матчах против сборных Исландии и Испании. Он также отказался принять участив в товарищеском матче против Египта 7 февраля 2007 года. Месяц спустя прекратил свой бойкот, 28 марта вернулся в состав сборной на матч со сборной Северной Ирландии. Ибрагимович так и не смог отличиться в отборочном этапе Евро-2008. В 2007 году стал футболистом года в Швеции. Перед началом Евро-2008 Ибрагимович повредил колено и нуждался в уколах обезболивающего, тем не менее смог отличиться двумя голами в ворота греков и испанцев, один из этих мячей был признан лучшим в туре, однако шведы не сумели выйти в плей-офф.

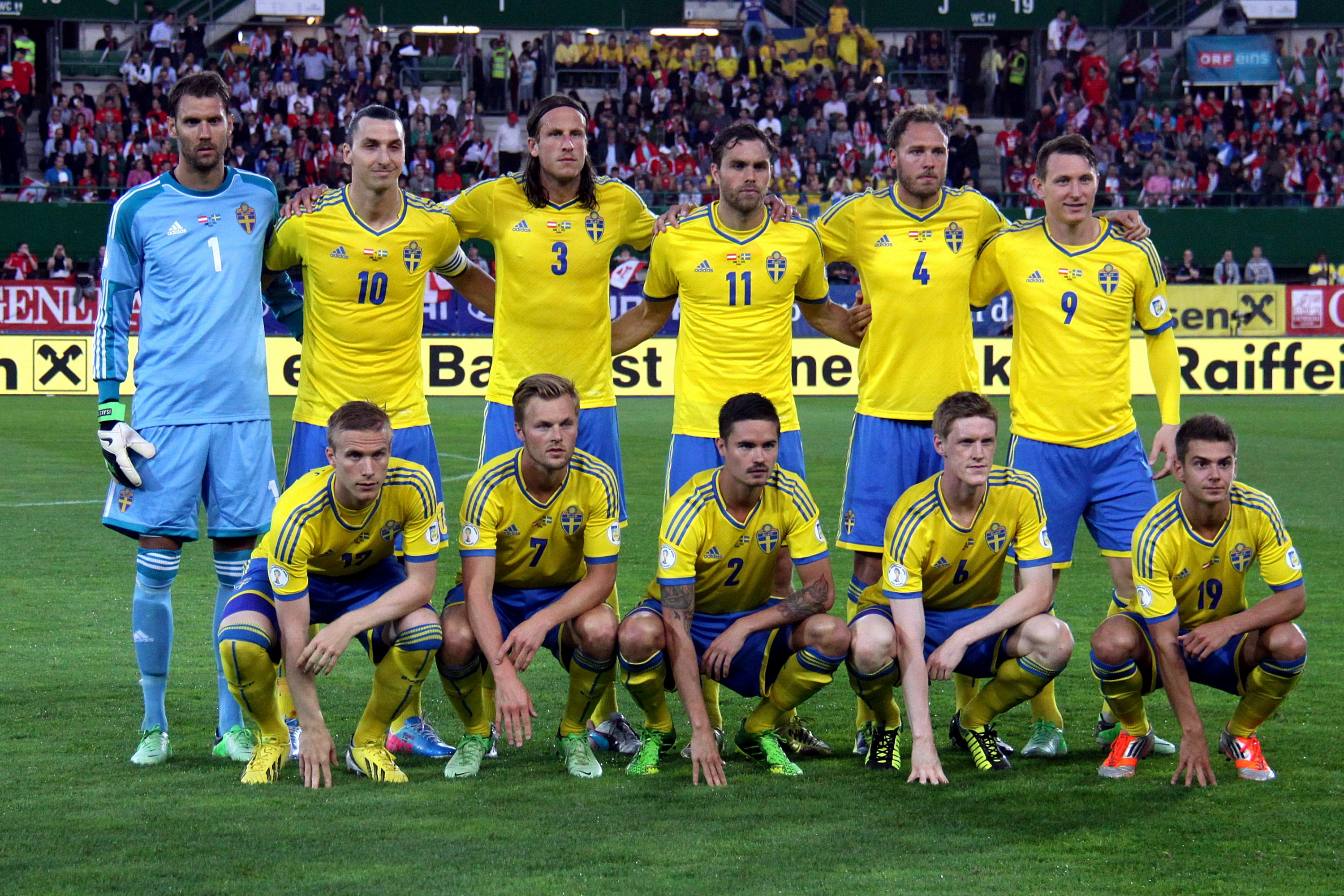
Ибрагимович (второй в верхнем ряду) в составе сборной Швеции на матче отборочного цикла ЧМ-2014 против Австрии

Свои первые голы в отборочном цикле Евро-2012 Ибрагимович забил в матче против сборной Сан-Марино (6:0). 7 июня 2011 года в матче со сборной Финляндии Ибрагимович сделал хет-трик. На Евро-2012 Ибрагимович забил в первой игре на турнире, в матче против сборной Украины. Также отличился в победном матче против сборной Франции (2:0). Но шведская сборная вновь покинула чемпионат после группового этапа.
Ибрагимович забил первый гол Швеции в отборочном матче ЧМ-2014 против сборной Германии на «Олимпиаштадионе» в Берлине. Проигрывая после 53-й минуты 0:4, шведы смогли вырвать ничью со счётом 4:4. Это был первый раз в истории, когда сборная Германии не выиграла, ведя по ходу матча в четыре мяча. 14 ноября 2012 года в товарищеском матче против сборной Англии (4:2), проходившим на новом стадионе «Friends Arena», Ибрагимович забил все четыре гола. Особо красивым получился четвёртый гол — Ибрагимович нанёс удар «ножницами» из-за пределов штрафной площади с расстояния примерно 32-35 метров, после чего мяч по дуге залетел в ворота. За этот гол Ибрагимович в 2013 году получил премию имени Ференца Пушкаша. 14 августа 2013 года сделал хет-трик в игре против сборной Норвегии (4:2). Ибрагимович закончил отборочный турнир ЧМ-2014 с восемью забитыми мячами, в том числе двумя гола в стыковом матче против Португалии, но сборная не сумела попасть на чемпионат мира 2014 года.
4 сентября 2014 года Ибрагимович, оформивший дубль в товарищеском матче со сборной Эстонии, стал лучшим бомбардиром в истории национальной команды, доведя число забитых мячей до 50, и обошёл Свена Рюделя. Второй мяч, забитый шведом на 24-й минуте, позволил ему стать автором редчайшего достижения: по ходу своей карьеры ему удалось забить хотя бы один гол на каждой минуте матча.
В отборочных матчах ЧЕ-2016 Ибрагимович был капитаном соборной. 8 сентября 2014 года сыграл свой 100-й матч за сборную Швеции, это произошло в игре против сборной Австрии (1:1). По ходу отбора сборная Швеции заняла 3 место в группе G и попала в стыковые матчи. 14 ноября 2015 года Ибрагимович забил победный гол в первом стыковом матче против сборной Дании (2:1). Три дня спустя в ответном матче оформил дубль, что позволило сборной Швеции квалифицироваться на Чемпионат Европы по футболу 2016. В 10 проведённых встречах отборочного этапа забил 11 мячей, став вторым бомбардиром отбора после игрока сборной Польши Роберта Левандовского. В финальной стадии отыграл все три матча без замен группового этапа. Сборная Швеции, набрав одно очко, заняла последнее место в группе E.
22 июня 2016 года объявил о завершении карьеры в сборной Швеции. Однако спустя почти пять лет, 16 марта 2021 года Ибрагимович вернулся в сборную, попав в заявку национальной команды на отборочные матчи чемпионата мира в Катаре со сборной Грузии и сборной Косово, а также на товарищеский матч с командой Эстонии.

### Матчи Златана Ибрагимовича за сборную Швеции
| Матчи и голы Златана Ибрагимовича за сборную Швеции | Матчи и голы Златана Ибрагимовича за сборную Швеции | Матчи и голы Златана Ибрагимовича за сборную Швеции | Матчи и голы Златана Ибрагимовича за сборную Швеции | Матчи и голы Златана Ибрагимовича за сборную Швеции | Матчи и голы Златана Ибрагимовича за сборную Швеции | Матчи и голы Златана Ибрагимовича за сборную Швеции |
| №                                                   | Дата                                                | Место проведения                                    | Соперник                                            | Счёт                                                | Голы                                                | Соревнование                                        |
| --------------------------------------------------- | --------------------------------------------------- | --------------------------------------------------- | --------------------------------------------------- | --------------------------------------------------- | --------------------------------------------------- | --------------------------------------------------- |
| 1                                                   | 31 января 2001                                      | Векшё                                               | Фарерские острова                                   | 0:0                                                 | -                                                   | Чемпионат Северной Европы                           |
| 2                                                   | 1 февраля 2001                                      | Йёнчёпинг                                           | Финляндия                                           | 0:1                                                 | -                                                   | Чемпионат Северной Европы                           |
| 3                                                   | 25 апреля 2001                                      | Женева                                              | Швейцария                                           | 2:0                                                 | -                                                   | Товарищеский матч                                   |
| 4                                                   | 7 октября 2001                                      | Стокгольм                                           | Азербайджан                                         | 3:0                                                 | 1                                                   | Отборочные матчи ЧМ-2002                            |
| 5                                                   | 10 ноября 2001                                      | Манчестер                                           | Англия                                              | 1:1                                                 | -                                                   | Товарищеский матч                                   |
| 6                                                   | 13 февраля 2002                                     | Салоники                                            | Греция                                              | 2:2                                                 | -                                                   | Товарищеский матч                                   |
| 7                                                   | 27 марта 2002                                       | Мальмё                                              | Швейцария                                           | 1:1                                                 | -                                                   | Товарищеский матч                                   |
| 8                                                   | 17 апреля 2002                                      | Осло                                                | Норвегия                                            | 0:0                                                 | -                                                   | Товарищеский матч                                   |
| 9                                                   | 17 мая 2002                                         | Стокгольм                                           | Парагвай                                            | 1:2                                                 | -                                                   | Товарищеский матч                                   |
| 10                                                  | 25 мая 2002                                         | Токио                                               | Япония                                              | 1:1                                                 | -                                                   | Товарищеский матч                                   |
| 11                                                  | 12 июня 2002                                        | Мияги                                               | Аргентина                                           | 0:1                                                 | -                                                   | Финальные матчи ЧМ-2002                             |
| 12                                                  | 16 июня 2002                                        | Оита                                                | Сенегал                                             | 1:2                                                 | -                                                   | Финальные матчи ЧМ-2002                             |
| 13                                                  | 21 августа 2002                                     | Москва                                              | Россия                                              | 1:1                                                 | 1                                                   | Товарищеский матч                                   |
| 14                                                  | 7 сентября 2002                                     | Рига                                                | Латвия                                              | 0:0                                                 | -                                                   | Отборочные матчи ЧЕ-2004                            |
| 15                                                  | 12 октября 2002                                     | Стокгольм                                           | Венгрия                                             | 1:1                                                 | 1                                                   | Отборочные матчи ЧЕ-2004                            |
| 16                                                  | 30 апреля 2003                                      | Стокгольм                                           | Хорватия                                            | 1:2                                                 | 1                                                   | Товарищеский матч                                   |
| 17                                                  | 6 сентября 2003                                     | Гётеборг                                            | Сан-Марино                                          | 5:0                                                 | 2                                                   | Отборочные матчи ЧЕ-2004                            |
| 18                                                  | 10 сентября 2003                                    | Хожув                                               | Польша                                              | 2:0                                                 | -                                                   | Отборочные матчи ЧЕ-2004                            |
| 19                                                  | 11 октября 2003                                     | Стокгольм                                           | Латвия                                              | 0:1                                                 | -                                                   | Отборочные матчи ЧЕ-2004                            |
| 20                                                  | 31 марта 2004                                       | Гётеборг                                            | Англия                                              | 1:0                                                 | 1                                                   | Товарищеский матч                                   |
| 21                                                  | 28 апреля 2004                                      | Коимбра                                             | Португалия                                          | 2:2                                                 | -                                                   | Товарищеский матч                                   |
| 22                                                  | 28 мая 2004                                         | Тампере                                             | Финляндия                                           | 3:1                                                 | -                                                   | Товарищеский матч                                   |
| 23                                                  | 5 июня 2004                                         | Стокгольм                                           | Польша                                              | 3:1                                                 | -                                                   | Товарищеский матч                                   |
| 24                                                  | 14 июня 2004                                        | Лиссабон                                            | Болгария                                            | 5:0                                                 | 1                                                   | Финальные матчи ЧЕ-2004                             |
| 25                                                  | 18 июня 2004                                        | Порту                                               | Италия                                              | 1:1                                                 | 1                                                   | Финальные матчи ЧЕ-2004                             |
| 26                                                  | 22 июня 2004                                        | Порту                                               | Дания                                               | 2:2                                                 | -                                                   | Финальные матчи ЧЕ-2004                             |
| 27                                                  | 26 июня 2004                                        | Фару                                                | Нидерланды                                          | 0:0                                                 | -                                                   | Финальные матчи ЧЕ-2004                             |
| 28                                                  | 18 августа 2004                                     | Стокгольм                                           | Нидерланды                                          | 2:2                                                 | 1                                                   | Товарищеский матч                                   |
| 29                                                  | 4 сентября 2004                                     | Та'Кали                                             | Мальта                                              | 7:0                                                 | 4                                                   | Отборочные матчи ЧМ-2006                            |
| 30                                                  | 8 сентября 2004                                     | Гётеборг                                            | Хорватия                                            | 0:1                                                 | -                                                   | Отборочные матчи ЧМ-2006                            |
| 31                                                  | 13 октября 2004                                     | Рейкьявик                                           | Исландия                                            | 4:1                                                 | -                                                   | Отборочные матчи ЧМ-2006                            |
| 32                                                  | 26 марта 2005                                       | София                                               | Болгария                                            | 3:0                                                 | -                                                   | Отборочные матчи ЧМ-2006                            |
| 33                                                  | 4 июня 2005                                         | Гётеборг                                            | Мальта                                              | 6:0                                                 | 1                                                   | Отборочные матчи ЧМ-2006                            |
| 34                                                  | 3 сентября 2005                                     | Стокгольм                                           | Болгария                                            | 3:0                                                 | 1                                                   | Отборочные матчи ЧМ-2006                            |
| 35                                                  | 7 сентября 2005                                     | Будапешт                                            | Венгрия                                             | 1:0                                                 | 1                                                   | Отборочные матчи ЧМ-2006                            |
| 36                                                  | 12 октября 2005                                     | Стокгольм                                           | Исландия                                            | 3:1                                                 | 1                                                   | Отборочные матчи ЧМ-2006                            |
| 37                                                  | 1 марта 2006                                        | Дублин                                              | Ирландия                                            | 0:3                                                 | -                                                   | Товарищеский матч                                   |
| 38                                                  | 2 июня 2006                                         | Стокгольм                                           | Чили                                                | 1:1                                                 | -                                                   | Товарищеский матч                                   |
| 39                                                  | 10 июня 2006                                        | Дортмунд                                            | Тринидад и Тобаго                                   | 0:0                                                 | -                                                   | Финальные матчи ЧМ-2006                             |
| 40                                                  | 15 июня 2006                                        | Берлин                                              | Парагвай                                            | 1:0                                                 | -                                                   | Финальные матчи ЧМ-2006                             |
| 41                                                  | 26 июня 2006                                        | Мюнхен                                              | Германия                                            | 0:2                                                 | -                                                   | Финальные матчи ЧМ-2006                             |
| 42                                                  | 2 сентября 2006                                     | Рига                                                | Латвия                                              | 1:0                                                 | -                                                   | Отборочные матчи ЧЕ-2008                            |
| 43                                                  | 28 марта 2007                                       | Белфаст                                             | Северная Ирландия                                   | 1:2                                                 | -                                                   | Отборочные матчи ЧЕ-2008                            |
| 44                                                  | 6 июня 2007                                         | Стокгольм                                           | Исландия                                            | 5:0                                                 | -                                                   | Отборочные матчи ЧЕ-2008                            |
| 45                                                  | 22 августа 2007                                     | Гётеборг                                            | США                                                 | 1:0                                                 | -                                                   | Товарищеский матч                                   |
| 46                                                  | 8 сентября 2007                                     | Стокгольм                                           | Дания                                               | 0:0                                                 | -                                                   | Отборочные матчи ЧЕ-2008                            |
| 47                                                  | 17 октября 2007                                     | Стокгольм                                           | Северная Ирландия                                   | 0:0                                                 | -                                                   | Отборочные матчи ЧЕ-2008                            |
| 48                                                  | 17 ноября 2007                                      | Мадрид                                              | Испания                                             | 0:3                                                 | -                                                   | Отборочные матчи ЧЕ-2008                            |
| 49                                                  | 27 ноября 2007                                      | Стокгольм                                           | Латвия                                              | 2:1                                                 | -                                                   | Отборочные матчи ЧЕ-2008                            |
| 50                                                  | 1 июня 2008                                         | Стокгольм                                           | Украина                                             | 0:1                                                 | -                                                   | Товарищеский матч                                   |
| 51                                                  | 10 июня 2008                                        | Зальцбург                                           | Греция                                              | 2:0                                                 | 1                                                   | Финальные матчи ЧЕ-2008                             |
| 52                                                  | 14 июня 2008                                        | Инсбрук                                             | Испания                                             | 1:2                                                 | 1                                                   | Финальные матчи ЧЕ-2008                             |
| 53                                                  | 18 июня 2008                                        | Инсбрук                                             | Россия                                              | 0:2                                                 | -                                                   | Финальные матчи ЧЕ-2008                             |
| 54                                                  | 6 сентября 2008                                     | Тирана                                              | Албания                                             | 0:0                                                 | -                                                   | Отборочные матчи ЧМ-2010                            |
| 55                                                  | 10 сентября 2008                                    | Стокгольм                                           | Венгрия                                             | 2:1                                                 | 1                                                   | Отборочные матчи ЧМ-2010                            |
| 56                                                  | 11 октября 2008                                     | Стокгольм                                           | Португалия                                          | 0:0                                                 | -                                                   | Отборочные матчи ЧМ-2010                            |
| 57                                                  | 6 июня 2009                                         | Стокгольм                                           | Дания                                               | 0:1                                                 | -                                                   | Отборочные матчи ЧМ-2010                            |
| 58                                                  | 10 июня 2009                                        | Гётеборг                                            | Мальта                                              | 4:0                                                 | 1                                                   | Отборочные матчи ЧМ-2010                            |
| 59                                                  | 5 сентября 2009                                     | Будапешт                                            | Венгрия                                             | 2:1                                                 | 1                                                   | Отборочные матчи ЧМ-2010                            |
| 60                                                  | 9 сентября 2009                                     | Валлетта                                            | Мальта                                              | 1:0                                                 | -                                                   | Отборочные матчи ЧМ-2010                            |
| 61                                                  | 10 октября 2009                                     | Копенгаген                                          | Дания                                               | 0:1                                                 | -                                                   | Отборочные матчи ЧМ-2010                            |
| 62                                                  | 14 октября 2009                                     | Стокгольм                                           | Албания                                             | 4:1                                                 | -                                                   | Отборочные матчи ЧМ-2010                            |
| 63                                                  | 11 августа 2010                                     | Стокгольм                                           | Шотландия                                           | 3:0                                                 | 1                                                   | Товарищеский матч                                   |
| 64                                                  | 3 сентября 2010                                     | Стокгольм                                           | Венгрия                                             | 2:0                                                 | -                                                   | Отборочные матчи ЧЕ-2012                            |
| 65                                                  | 7 сентября 2010                                     | Мальмё                                              | Сан-Марино                                          | 6:0                                                 | 2                                                   | Отборочные матчи ЧЕ-2012                            |
| 66                                                  | 12 октября 2010                                     | Амстердам                                           | Нидерланды                                          | 1:4                                                 | -                                                   | Отборочные матчи ЧЕ-2012                            |
| 67                                                  | 9 января 2011                                       | Никосия                                             | Украина                                             | 1:1                                                 | -                                                   | Товарищеский матч                                   |
| 68                                                  | 29 марта 2011                                       | Стокгольм                                           | Молдова                                             | 2:1                                                 | -                                                   | Отборочные матчи ЧЕ-2012                            |
| 69                                                  | 7 июня 2011                                         | Стокгольм                                           | Финляндия                                           | 5:0                                                 | 3                                                   | Отборочные матчи ЧЕ-2012                            |
| 70                                                  | 2 сентября 2011                                     | Будапешт                                            | Венгрия                                             | 1:2                                                 | -                                                   | Отборочные матчи ЧЕ-2012                            |
| 71                                                  | 6 сентября 2011                                     | Серравалле                                          | Сан-Марино                                          | 5:0                                                 | -                                                   | Отборочные матчи ЧЕ-2012                            |
| 72                                                  | 7 октября 2011                                      | Хельсинки                                           | Финляндия                                           | 2:1                                                 | -                                                   | Отборочные матчи ЧЕ-2012                            |
| 73                                                  | 11 ноября 2011                                      | Копенгаген                                          | Дания                                               | 0:2                                                 | -                                                   | Товарищеский матч                                   |
| 74                                                  | 15 ноября 2011                                      | Лондон                                              | Англия                                              | 0:1                                                 | -                                                   | Товарищеский матч                                   |
| 75                                                  | 29 февраля 2012                                     | Загреб                                              | Хорватия                                            | 3:1                                                 | 1                                                   | Товарищеский матч                                   |
| 76                                                  | 30 мая 2012                                         | Гётеборг                                            | Исландия                                            | 3:2                                                 | 1                                                   | Товарищеский матч                                   |
| 77                                                  | 5 июня 2012                                         | Стокгольм                                           | Сербия                                              | 2:1                                                 | 1                                                   | Товарищеский матч                                   |
| 78                                                  | 11 июня 2012                                        | Киев                                                | Украина                                             | 1:2                                                 | 1                                                   | Финальные матчи ЧЕ-2012                             |
| 79                                                  | 15 июня 2012                                        | Киев                                                | Англия                                              | 2:3                                                 | -                                                   | Финальные матчи ЧЕ-2012                             |
| 80                                                  | 19 июня 2012                                        | Киев                                                | Франция                                             | 2:0                                                 | 1                                                   | Финальные матчи ЧЕ-2012                             |
| 81                                                  | 6 сентября 2012                                     | Хельсингборг                                        | Китай                                               | 1:0                                                 | -                                                   | Товарищеский матч                                   |
| 82                                                  | 11 сентября 2012                                    | Мальмё                                              | Казахстан                                           | 2:0                                                 | -                                                   | Отборочные матчи ЧМ-2014                            |
| 83                                                  | 12 октября 2012                                     | Торсхавн                                            | Фарерские острова                                   | 2:1                                                 | 1                                                   | Отборочные матчи ЧМ-2014                            |
| 84                                                  | 16 октября 2012                                     | Берлин                                              | Германия                                            | 4:4                                                 | 1                                                   | Отборочные матчи ЧМ-2014                            |
| 85                                                  | 14 ноября 2012                                      | Стокгольм                                           | Англия                                              | 4:2                                                 | 4                                                   | Товарищеский матч                                   |
| 86                                                  | 6 февраля 2013                                      | Стокгольм                                           | Аргентина                                           | 2:3                                                 | -                                                   | Товарищеский матч                                   |
| 87                                                  | 22 марта 2013                                       | Стокгольм                                           | Ирландия                                            | 0:0                                                 | -                                                   | Отборочные матчи ЧМ-2014                            |
| 88                                                  | 3 июня 2013                                         | Мальмё                                              | Северная Македония                                  | 0:1                                                 | -                                                   | Товарищеский матч                                   |
| 89                                                  | 6 июня 2013                                         | Вена                                                | Австрия                                             | 1:5                                                 | -                                                   | Отборочные матчи ЧМ-2014                            |
| 90                                                  | 11 июня 2013                                        | Стокгольм                                           | Фарерские острова                                   | 2:0                                                 | 2                                                   | Отборочные матчи ЧМ-2014                            |
| 91                                                  | 14 августа 2013                                     | Стокгольм                                           | Норвегия                                            | 4:2                                                 | 3                                                   | Товарищеский матч                                   |
| 92                                                  | 6 сентября 2013                                     | Дублин                                              | Ирландия                                            | 2:1                                                 | -                                                   | Отборочные матчи ЧМ-2014                            |
| 93                                                  | 10 сентября 2013                                    | Астана                                              | Казахстан                                           | 1:0                                                 | 1                                                   | Отборочные матчи ЧМ-2014                            |
| 94                                                  | 11 октября 2013                                     | Стокгольм                                           | Австрия                                             | 2:1                                                 | 1                                                   | Отборочные матчи ЧМ-2014                            |
| 95                                                  | 15 ноября 2013                                      | Лиссабон                                            | Португалия                                          | 0:1                                                 | -                                                   | Стыковые матчи ЧМ-2014                              |
| 96                                                  | 19 ноября 2013                                      | Стокгольм                                           | Португалия                                          | 2:3                                                 | 2                                                   | Стыковые матчи ЧМ-2014                              |
| 97                                                  | 5 марта 2014                                        | Анкара                                              | Турция                                              | 1:2                                                 | -                                                   | Товарищеский матч                                   |
| 98                                                  | 28 мая 2014                                         | Копенгаген                                          | Дания                                               | 0:1                                                 | -                                                   | Товарищеский матч                                   |
| 99                                                  | 4 сентября 2014                                     | Стокгольм                                           | Эстония                                             | 2:0                                                 | 2                                                   | Товарищеский матч                                   |
| 100                                                 | 8 сентября 2014                                     | Вена                                                | Австрия                                             | 1:1                                                 | -                                                   | Отборочные матчи ЧЕ-2016                            |
| 101                                                 | 15 ноября 2014                                      | Подгорица                                           | Черногория                                          | 1:1                                                 | 1                                                   | Отборочные матчи ЧЕ-2016                            |
| 102                                                 | 28 марта 2015                                       | Кишинёв                                             | Молдова                                             | 2:0                                                 | 2                                                   | Отборочные матчи ЧЕ-2016                            |
| 103                                                 | 31 марта 2015                                       | Стокгольм                                           | Иран                                                | 3:1                                                 | 1                                                   | Товарищеский матч                                   |
| 104                                                 | 8 июня 2015                                         | Осло                                                | Норвегия                                            | 0:0                                                 | -                                                   | Товарищеский матч                                   |
| 105                                                 | 14 июня 2015                                        | Стокгольм                                           | Черногория                                          | 3:1                                                 | 2                                                   | Отборочные матчи ЧЕ-2016                            |
| 106                                                 | 5 сентября 2015                                     | Москва                                              | Россия                                              | 0:1                                                 | -                                                   | Отборочные матчи ЧЕ-2016                            |
| 107                                                 | 8 сентября 2015                                     | Стокгольм                                           | Австрия                                             | 1:4                                                 | 1                                                   | Отборочные матчи ЧЕ-2016                            |
| 108                                                 | 9 октября 2015                                      | Вадуц                                               | Лихтенштейн                                         | 2:0                                                 | 1                                                   | Отборочные матчи ЧЕ-2016                            |
| 109                                                 | 12 октября 2015                                     | Стокгольм                                           | Молдова                                             | 2:0                                                 | 1                                                   | Отборочные матчи ЧЕ-2016                            |
| 110                                                 | 14 ноября 2015                                      | Стокгольм                                           | Дания                                               | 2:1                                                 | 1                                                   | Стыковые матчи ЧЕ-2016                              |
| 111                                                 | 17 ноября 2015                                      | Копенгаген                                          | Дания                                               | 2:2                                                 | 2                                                   | Стыковые матчи ЧЕ-2016                              |
| 112                                                 | 29 марта 2016                                       | Стокгольм                                           | Чехия                                               | 1:1                                                 | -                                                   | Товарищеский матч                                   |
| 113                                                 | 5 июня 2016                                         | Стокгольм                                           | Уэльс                                               | 3:0                                                 | -                                                   | Товарищеский матч                                   |
| 114                                                 | 13 июня 2016                                        | Сен-Дени                                            | Ирландия                                            | 1:1                                                 | -                                                   | Финальные матчи ЧЕ-2016                             |
| 115                                                 | 17 июня 2016                                        | Тулуза                                              | Италия                                              | 0:1                                                 | -                                                   | Финальные матчи ЧЕ-2016                             |
| 116                                                 | 22 июня 2016                                        | Ницца                                               | Бельгия                                             | 0:1                                                 | -                                                   | Финальные матчи ЧЕ-2016                             |
| 117                                                 | 25 марта 2021                                       | Стокгольм                                           | Грузия                                              | 1:0                                                 | -                                                   | Отборочные матчи ЧМ-2022                            |
| 118                                                 | 28 марта 2021                                       | Приштина                                            | Республика Косово                                   | 3:0                                                 | -                                                   | Отборочные матчи ЧМ-2022                            |
| 119                                                 | 11 ноября 2021                                      | Батуми                                              | Грузия                                              | 0:2                                                 | -                                                   | Отборочные матчи ЧМ-2022                            |
| 120                                                 | 14 ноября 2021                                      | Севилья                                             | Испания                                             | 0:1                                                 | -                                                   | Отборочные матчи ЧМ-2022                            |
| 121                                                 | 29 марта 2022                                       | Варшава                                             | Польша                                              | 0:2                                                 | -                                                   | Стыковые матчи ЧМ-2022                              |
| 122                                                 | 24 марта 2023                                       | Стокгольм                                           | Бельгия                                             | 0:3                                                 | -                                                   | Отборочные матчи ЧЕ-2024                            |

Итого: 122 матча / 62 гола; 57 побед, 30 ничьих, 35 поражений

## Характеристика игрока

### Позиция на поле и роль в команде
Шведский стиль? Нет. Югославский? Конечно нет. Это стиль Златана.
Златан Ибрагимович считается одним из самых непредсказуемых и мастеровитых нападающих своего поколения. Златана Ибрагимовича характеризуют довольно контрастно: называют грубияном и гениальным форвардом, эксцентричным человеком и невероятным футболистом, скандалистом и неподражаемым игроком. Отличается хорошей техникой, а также поставленным ударом, позволяющим забивать красивые и сильные голы. Превосходно играет головой, сильный и ловкий, хорошо играет спиной к воротам, обладает одними из лучших видений поля, точными передачам и контролем мяча.
Временами он также выступает в более креативной роли, как опорный нападающий или даже как «номер 10», особенно в конце своей карьеры, после того как с возрастом он немного потерял темп и выносливость; эта более глубокая позиция позволяет ему опускаться в полузащиту, чтобы отобрать мяч, где он может использовать свои технические способности, видение, пас и движение, чтобы создать пространство и обеспечить передачи партнёрам по команде.

### Игровые навыки

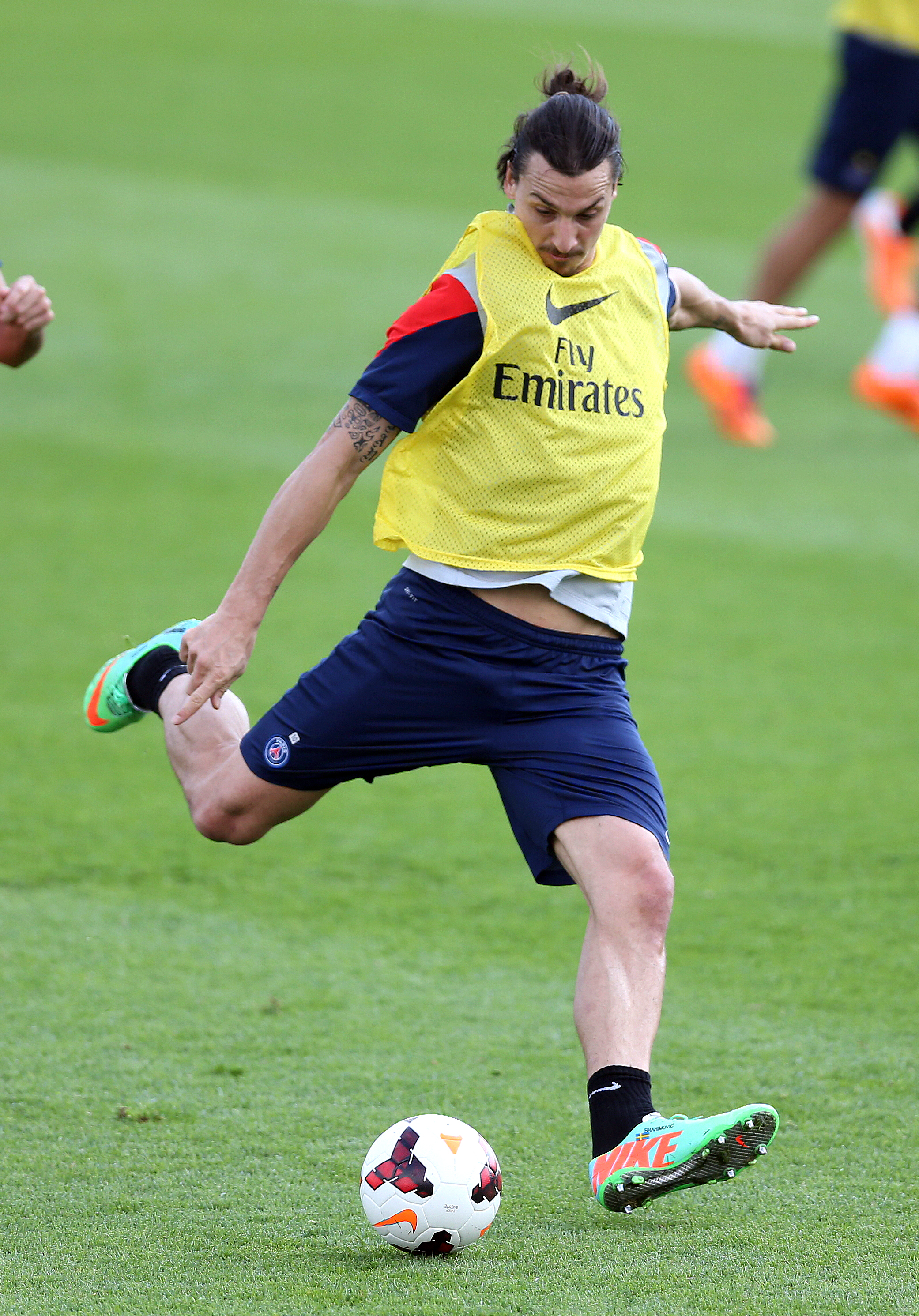
Ибрагимович во время тренировки в декабре 2013 года

Будучи от природы правшой, Ибрагимович мощно и точно бьёт по мячу из пределов штрафной площади любой ногой, а также известен своей точностью с пенальти и в ситуациях с штрафным ударом. Точный завершитель как головой, так и ногами, его рост, высота и сила часто дают ему преимущество в борьбе на верхнем уровне, а также позволяют ему действовать в качестве центрфорварда; Несмотря на свой большой рост, Ибрагимович необычайно проворён для игрока его габаритов, а его атлетизм и умение играть на верхнем уровне позволили ему забить несколько голов акробатическими ударами и залпами на протяжении всей его карьеры, что дало ему прозвище «Ибракадабра» в итальянских СМИ. Несмотря на свои габариты и телосложение, Златан обладает отличной техникой и контролем мяча, что в сочетании с его балансом, силой и физическими данными позволяет ему хорошо держать мяч спиной к воротам, сохранять владение и взаимодействовать с другими игроками; он также был отмечен экспертами за его креативность и навыки дриблинга. Хотя он не обладает исключительной скоростью, особенно на коротких дистанциях, что стало более очевидным в его дальнейшей карьере по мере замедления с возрастом, он также быстрый игрок и быстрый спринтер, который обладал значительным ускорением в молодости, и был способен развивать скорость свыше 30 км/ч даже в свои 30 лет.
В молодости Златан считался очень талантливым игроком, благодаря его частому забиванию голов, постоянству и эффектным ударам, многие в спорте считают его одним из лучших игроков в мире в период расцвета, а также одним из величайших и наиболее совершенных нападающих своего поколения; он также получил похвалу от тренеров и товарищей по команде за его лидерство и долголетие, а также за его физическую форму, профессионализм и преданность тренировкам. Что касается его трудовой этики, его тренер в период «Ювентуса» Фабио Капелло в 2016 году сказал: «Когда он перешёл в „Ювентус“ […] я заметил, что он не умеет как следует бить по мячу и не был так совершенен в игре в воздухе. Ибрагимович [sic] больше любил делать передачи, чем бить по воротам самому. Я хотел, чтобы он был более эффективным и действовал решительно, а не уделял время эстетической стороне игры. Его техника похожа на технику ван Бастена, и я крутил ему видео с Марко, чтобы Златан быстрее учился. Он пытался действовать в штрафной так, как ван Бастен, и вскоре результаты поползли вверх. Он скромный и целеустремлённый парень, который гордится тем, чего добился».

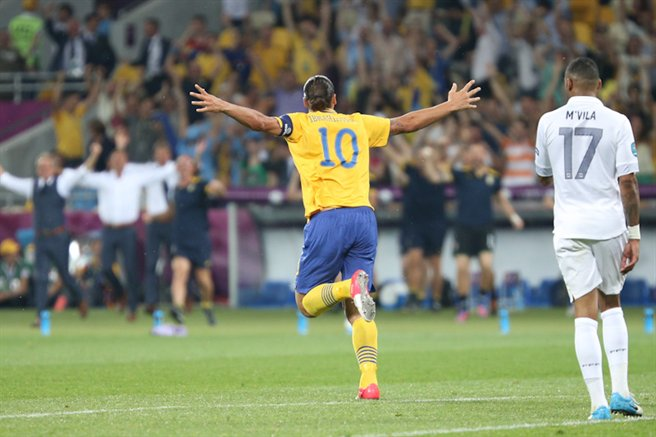
Ибрагимович празднует свой гол, забив его акробатическим ударом в ворота сборной Франции в июне 2012 года. Как и его кумир Роналдо, Златан часто празднует забитый гол, вытянув обе руки

Хотя Ибрагимовича иногда критиковали в СМИ за непоследовательность в ситуациях высокого давления, а также за ограниченный темп работы и плохие выступления в больших матчах, особенно в молодости, на протяжении всей своей карьеры он забивал в некоторых крупнейших матчах в футболе; К ним относятся Миланское дерби и Дерби Италии, Эль-Класико и Каталонское дерби в Испании, Ле Классико во Франции, Де Классикер в Нидерландах, и Манчестерское дерби и Северо-западное дерби в Англии, а также игры Лиги чемпионов УЕФА и чемпионата Европы против одних из сильнейших соперников в европейском футболе. Он также забивал в матчах «Хельсингборг» — «Мальмё» в Швеции, и в Эль Трафико и Калифорнийском Класико в США. Более того, помимо того, что он является результативным нападающим, он также был очень успешен на протяжении всей своей карьеры, выиграв множество титулов в нескольких странах; кроме того, он является единственным игроком, который забивал за шесть разных клубов в Лиге чемпионов. Известный своим сильным менталитетом и лидерством, а также экстравертированным и высококонкурентным характером, несмотря на свой успех, он подвергался критике в СМИ за высокомерие, агрессивность и бунтарский характер, а также за отсутствие дисциплины на поле, особенно в начале своей карьеры, что привело к его столкновениям с другими игроками, некоторыми из его тренеров и даже репортерами. Довольно часто страдали партнёры Ибрагимовича, от него досталось Антонио Кассано, Кристиану Вильхельмссону и Родни Страссеру. Ибрагимовича часто сравнивали с голландцем Марко ван Бастеном из-за схожего стиля игры, телосложения и склонности забивать голы мощными ударами и залпами; несмотря на это сравнение, Ибрагимович заявил, что его главным влиянием был его кумир, бывший бразильский нападающий Роналдо, которого он считает величайшим игроком всех времён. Его также сравнивали с загадочным французским бывшим футболистом Эриком Кантона, который также играл за «Манчестер Юнайтед».

## Послеигровая карьера
11 декабря 2023 года Ибрагимович был назначен на должность старшего советника в американской инвестиционной компании «Redbird», владеющей итальянским «Миланом». Его полномочия включают в себя развитие игроков и игровой подготовки, продвижение глобального бренда клуба и его коммерческих интересов, а также поддержку специальных проектов стратегической важности, в том числе нового клубного стадиона.

## Достижения

### Командные
«Аякс»
- Чемпион Нидерландов (2): 2001/02, 2003/04
- Обладатель Кубка Нидерландов: 2001/02
- Обладатель Суперкубка Нидерландов: 2003
- Итого: 4 трофея

«Ювентус»
- Чемпион Италии (2): 2004/05, 2005/06 (вследствие «Кальчополи» оба титула аннулированы)

«Интернационале»
- Чемпион Италии (3): 2006/07, 2007/08, 2008/09
- Обладатель Суперкубка Италии (2): 2006, 2008
- Итого: 5 трофеев

«Барселона»
- Чемпион Испании: 2009/10
- Обладатель Суперкубка Испании (2): 2009, 2010
- Обладатель Суперкубка УЕФА: 2009
- Победитель Клубного чемпионата мира: 2009
- Итого: 5 трофеев

«Милан»
- Чемпион Италии (2): 2010/11, 2021/22
- Обладатель Суперкубка Италии: 2011
- Итого: 3 трофея

«Пари Сен-Жермен»
- Чемпион Франции (4): 2012/13, 2013/14, 2014/15, 2015/16
- Обладатель Кубка Франции (2): 2014/15, 2015/16
- Обладатель Кубка французской лиги (3): 2013/14, 2014/15, 2015/16
- Обладатель Суперкубка Франции (3): 2013, 2014, 2015
- Итого: 12 трофеев

«Манчестер Юнайтед»
- Обладатель Кубка Футбольной лиги: 2016/17
- Обладатель Суперкубка Англии: 2016
- Победитель Лиги Европы УЕФА: 2016/17
- Итого: 3 трофея

### Личные
- Лучший бомбардир чемпионата Италии (2): 2008/09, 2011/12
- Лучший бомбардир чемпионата Франции (3): 2012/13, 2013/14, 2015/16
- Лучший бомбардир Кубка Франции (2): 2014/15[423], 2015/16[424]
- Лучший бомбардир Кубка французской лиги: 2014/15[425]
- Футболист года в Швеции (12): 2005, 2007, 2008, 2009, 2010, 2011, 2012, 2013, 2014, 2015, 2016, 2020[426]
- Футболист года в Италии (Игрок сезона Серии А) (3): 2007, 2008, 2010
- Лучший иностранный футболист года в Италии (3): 2005, 2008, 2009
- Футболист года во Франции по версии НСПФ (3): 2013, 2014, 2016
- Входит в состав символической команды года по версии УЕФА (4): 2007, 2009, 2013, 2014
- Включён в символическую сборную Европы по версии European Sports Media (4): 2006/07, 2007/08, 2012/13, 2013/14
- Входит в состав символической сборной года Серии A (2): 2010/11, 2011/12
- Входит в символическую сборную Лиги чемпионов УЕФА: 2013/14[427]
- Лучший ассистент Лиги чемпионов УЕФА: 2012/13
- Входит в состав символической сборной года Лиги Европы УЕФА: 2016/17[428]
- Лучший бомбардир в истории сборной Швеции: 62 гола
- Рекордсмен сборной Швеции по количеству голов на чемпионатах Европы: 6 голов
- Входит в состав символической сборной по итогам чемпионата Европы 2012 года по версии УЕФА
- Обладатель премии Golden Foot: 2012
- Обладатель премии ФИФА имени Ференца Пушкаша: 2013
- Игрок месяца английской Премьер-лиги: декабрь 2016
- Приз Алана Хардекера: 2017
- Символическая сборная года MLS (2): 2018, 2019
- Премия Globe Soccer Awards за выдающуюся карьеру: 2022
- Введён в зал славы футбольного клуба «Милан»[429]
- Введён в зал славы футбольного клуба «Пари Сен-Жермен»[430]
- Королевская медаль Его Величества за заслуги перед шведским спортом: 2022[431]
- Медаль Его Величества Короля: 2022[432]

## Статистика выступлений

### Клубная статистика
| Выступление          | Выступление      | Выступление      | Лига | Лига | Кубок страны | Кубок страны | Еврокубки | Еврокубки | Прочие | Прочие | Итого | Итого |
| Клуб                 | Лига             | Сезон            | Игры | Голы | Игры         | Голы         | Игры      | Голы      | Игры   | Голы   | Игры  | Голы  |
| -------------------- | ---------------- | ---------------- | ---- | ---- | ------------ | ------------ | --------- | --------- | ------ | ------ | ----- | ----- |
| Мальмё               | Аллсвенскан      | 1999             | 6    | 1    | —            | —            | —         | —         | —      | —      | 6     | 1     |
| Мальмё               | Суперэттан       | 2000             | 26   | 12   | 3            | 2            | —         | —         | —      | —      | 29    | 14    |
| Мальмё               | Аллсвенскан      | 2001             | 8    | 3    | 4            | 0            | —         | —         | —      | —      | 12    | 3     |
| Мальмё               | Итого            | Итого            | 40   | 16   | 7            | 2            | —         | —         | —      | —      | 47    | 18    |
| Аякс                 | Эредивизи        | 2001/02          | 24   | 6    | 3            | 1            | 6         | 2         | —      | —      | 33    | 9     |
| Аякс                 | Эредивизи        | 2002/03          | 25   | 13   | 3            | 3            | 13        | 5         | 1      | 0      | 42    | 21    |
| Аякс                 | Эредивизи        | 2003/04          | 22   | 13   | 1            | 0            | 8         | 2         | —      | —      | 31    | 15    |
| Аякс                 | Эредивизи        | 2004/05          | 3    | 3    | —            | —            | —         | —         | 1      | 0      | 4     | 3     |
| Аякс                 | Итого            | Итого            | 74   | 35   | 7            | 4            | 27        | 9         | 2      | 0      | 110   | 48    |
| Ювентус              | Серия А          | 2004/05          | 35   | 16   | 0            | 0            | 10        | 0         | —      | —      | 45    | 16    |
| Ювентус              | Серия А          | 2005/06          | 35   | 7    | 2            | 0            | 9         | 3         | 1      | 0      | 47    | 10    |
| Ювентус              | Итого            | Итого            | 70   | 23   | 2            | 0            | 19        | 3         | 1      | 0      | 92    | 26    |
| Интернационале       | Серия А          | 2006/07          | 27   | 15   | 1            | 0            | 7         | 0         | 1      | 0      | 36    | 15    |
| Интернационале       | Серия А          | 2007/08          | 26   | 17   | 0            | 0            | 7         | 5         | 1      | 0      | 34    | 22    |
| Интернационале       | Серия А          | 2008/09          | 35   | 25   | 3            | 3            | 8         | 1         | 1      | 0      | 47    | 29    |
| Интернационале       | Итого            | Итого            | 88   | 57   | 4            | 3            | 22        | 6         | 3      | 0      | 117   | 66    |
| Барселона            | Примера          | 2009/10          | 29   | 16   | 2            | 1            | 10        | 4         | 4      | 0      | 45    | 21    |
| Барселона            | Примера          | 2010/11          | —    | —    | —            | —            | —         | —         | 1      | 1      | 1     | 1     |
| Барселона            | Итого            | Итого            | 29   | 16   | 2            | 1            | 10        | 4         | 5      | 1      | 46    | 22    |
| Милан                | Серия А          | 2010/11          | 29   | 14   | 4            | 3            | 8         | 4         | —      | —      | 41    | 21    |
| Милан                | Серия А          | 2011/12          | 32   | 28   | 3            | 1            | 8         | 5         | 1      | 1      | 44    | 35    |
| Милан                | Итого            | Итого            | 61   | 42   | 7            | 4            | 16        | 9         | 1      | 1      | 85    | 56    |
| Пари Сен-Жермен      | Лига 1           | 2012/13          | 34   | 30   | 2            | 2            | 9         | 3         | 1      | 0      | 46    | 35    |
| Пари Сен-Жермен      | Лига 1           | 2013/14          | 33   | 26   | 2            | 3            | 8         | 10        | 3      | 2      | 46    | 41    |
| Пари Сен-Жермен      | Лига 1           | 2014/15          | 24   | 19   | 3            | 4            | 6         | 2         | 4      | 5      | 37    | 30    |
| Пари Сен-Жермен      | Лига 1           | 2015/16          | 31   | 38   | 6            | 7            | 10        | 5         | 4      | 0      | 51    | 50    |
| Пари Сен-Жермен      | Итого            | Итого            | 122  | 113  | 13           | 16           | 33        | 20        | 12     | 7      | 180   | 156   |
| Манчестер Юнайтед    | Премьер-лига     | 2016/17          | 28   | 17   | 1            | 1            | 11        | 5         | 6      | 5      | 46    | 28    |
| Манчестер Юнайтед    | Премьер-лига     | 2017/18          | 5    | 0    | 0            | 0            | 1         | 0         | 1      | 1      | 7     | 1     |
| Манчестер Юнайтед    | Итого            | Итого            | 33   | 17   | 1            | 1            | 12        | 5         | 7      | 6      | 53    | 29    |
| Лос-Анджелес Гэлакси | MLS              | 2018             | 27   | 22   | 0            | 0            | —         | —         | —      | —      | 27    | 22    |
| Лос-Анджелес Гэлакси | MLS              | 2019             | 31   | 31   | 0            | 0            | —         | —         | —      | —      | 31    | 31    |
| Лос-Анджелес Гэлакси | Итого            | Итого            | 58   | 53   | 0            | 0            | —         | —         | —      | —      | 58    | 53    |
| Милан                | Серия А          | 2019/20          | 18   | 10   | 2            | 1            | —         | —         | —      | —      | 20    | 11    |
| Милан                | Серия А          | 2020/21          | 19   | 15   | 2            | 1            | 6         | 1         | —      | —      | 27    | 17    |
| Милан                | Серия А          | 2021/22          | 23   | 8    | 0            | 0            | 4         | 0         | —      | —      | 27    | 8     |
| Милан                | Серия А          | 2022/23          | 4    | 1    | 0            | 0            | 0         | 0         | 0      | 0      | 4     | 1     |
| Милан                | Итого            | Итого            | 64   | 34   | 4            | 2            | 10        | 1         | 0      | 0      | 78    | 37    |
| Всего за карьеру     | Всего за карьеру | Всего за карьеру | 639  | 406  | 47           | 33           | 149       | 57        | 31     | 15     | 866   | 511   |

### Статистика в сборной
| Сезон | Товарищеские | Товарищеские | Турниры | Турниры | Всего | Всего |
| Сезон | Игры         | Голы         | Игры    | Голы    | Игры  | Голы  |
| ----- | ------------ | ------------ | ------- | ------- | ----- | ----- |
| 2001  | 2            | 0            | 3       | 1       | 5     | 1     |
| 2002  | 5            | 1            | 5       | 1       | 10    | 2     |
| 2003  | 1            | 1            | 3       | 2       | 4     | 3     |
| 2004  | 5            | 2            | 7       | 6       | 12    | 8     |
| 2005  | 0            | 0            | 5       | 4       | 5     | 4     |
| 2006  | 2            | 0            | 4       | 0       | 6     | 0     |
| 2007  | 1            | 0            | 6       | 0       | 7     | 0     |
| 2008  | 1            | 0            | 6       | 2       | 7     | 2     |
| 2009  | 0            | 0            | 6       | 2       | 6     | 2     |
| 2010  | 1            | 1            | 3       | 2       | 4     | 3     |
| 2011  | 2            | 0            | 6       | 3       | 8     | 3     |
| 2012  | 5            | 7            | 6       | 4       | 11    | 11    |
| 2013  | 3            | 3            | 7       | 6       | 11    | 9     |
| 2014  | 3            | 2            | 2       | 1       | 5     | 3     |
| 2015  | 2            | 1            | 8       | 10      | 10    | 11    |
| 2016  | 2            | 0            | 3       | 0       | 5     | 0     |
| 2021  | 0            | 0            | 4       | 0       | 4     | 0     |
| 2022  | 0            | 0            | 1       | 0       | 1     | 0     |
| 2023  | 0            | 0            | 1       | 0       | 1     | 0     |
| Всего | 33           | 18           | 89      | 44      | 122   | 62    |

## Тренеры
| В клубах - Роланд Андерссон (1999, «Мальмё») - Микаэль Андерссон (2000—01, «Мальмё») - Ко Адриансе (2001, «Аякс») - Рональд Куман (2001—04, «Аякс») - Фабио Капелло (2004—06, «Ювентус») - Роберто Манчини (2006—08, «Интернационале») - Жозе Моуринью (2008—09, «Интернационале») - Хосеп Гвардиола (2009—10, «Барселона») - Массимилиано Аллегри (2010—12, «Милан») - Карло Анчелотти (2012—13, «Пари Сен-Жермен») - Лоран Блан (2013—16, «Пари Сен-Жермен») - Жозе Моуринью (2016—18, «Манчестер Юнайтед») - Зиги Шмид (2018, «ЛА Гэлакси») - Доминик Киннир (2019, «ЛА Гэлакси») - Гильермо Баррос Скелотто (2019, «ЛА Гэлакси») - Стефано Пиоли (2020—23, «Милан») | В сборных - Йёран Йёранссон (2001, сборная Швеции (мол.)) - Томми Сёдерберг (2001—04, сборная Швеции) - Ларс Лагербек (2001—09, сборная Швеции) - Эрик Хамрен (2009—16, сборная Швеции) - Янне Андерссон (2021—23, сборная Швеции) |

## Вне футбола

### Конфликты
То, что Карью умеет делать с мячом, я проделываю с апельсином.

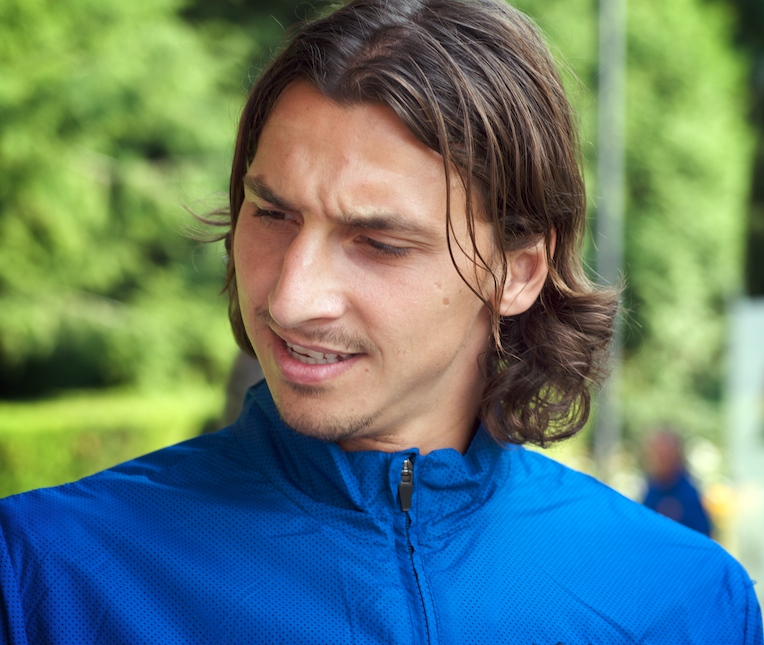
Ибрагимович в 2009 году

Ибрагимович был замешан в нескольких жестоких инцидентах с партнёрами по команде. Когда он играл за юношескую команду «Мальмё», Златан ударил головой товарища по команде после того, как тот схватил его во время тренировки. Отец товарища, офицер полиции, хотел, чтобы другие игроки подписали петицию об исключении Ибрагимовича из команды. После товарищеского матча 2004 года против сборной Нидерландов партнёр по команде «Аякса» Рафаэл ван дер Варт публично обвинил Ибрагимовича в умышленном нанесении ему травмы во время игры. В ответ Златан пригрозил сломать ван дер Варту обе ноги. Также сообщается, что Ибрагимович ударил товарища по команде «Аякса» Мидо в раздевалке после того, как тот бросил в него ножницы. В марте того же года, после победы 1:0 над сборной Англии, Ибрагимович, забивший единственный гол, был спрошен репортёром о царапинах на его лице, на что нападающий сказал: «Ну-у-у… Я не знаю… Вы должны спросить об этом свою жену».
Во время игры в «Барселоне» у Ибрагимовича произошла ссора с тренером Пепом Гвардиолой, кульминацией которой стал инцидент в раздевалке, когда нападающий якобы бросил коробку с тренировочным комплектом через всю комнату и выкрикивал оскорбления в адрес Гвардиолы. В итоге тренер отказался разговаривать с Ибрагимовичем и отдал его в аренду в «Милан». Вице-президент «Барселоны» Карлес Виларруби далее рассказал, что Ибрагимович угрожал публично избить Гвардиолу, если его не отпустят в Италию. Златан заявил, что Пеп Гвардиола «не мужчина» во время интервью CNN в ноябре 2015 года. В другом инциденте во время его пребывания в каталонском клубе женщина-репортер спросила Ибрагимовича, были ли романтические отношения между ним и партнёром по команде Жераром Пике, на что он ответил: «Приходите ко мне домой, и вы узнаете, гей ли я. И прихватите свою сестру».
В 2010 году Ибрагимович участвовал в драке на тренировочной площадке с товарищем по команде «Милана» Огучи Оньеву, после того как Ибрагимович сделал захват Оньеву двумя ногами, а затем ударил его головой. Их разняли, и занятие было досрочно прекращено, а Ибрагимович получил перелом ребра. Оба игрока обвинили одного в оскорблении другого. В марте 2011 года Ибрагимович получил трёхматчевую дисквалификацию за удар в живот защитника «Бари» Марко Росси во время матча. Ещё одну трёхматчевую дисквалификацию он получил в феврале 2012 года за пощёчину игроку «Наполи» Сальваторе Аронике. В 2011 году Ибрагимович ударил ногой в голову товарища по команде Антонио Кассано, когда Кассано разговаривал с журналистами, а также ударил ногой товарища по команде «Милана» Родни Страссера во время тренировки.

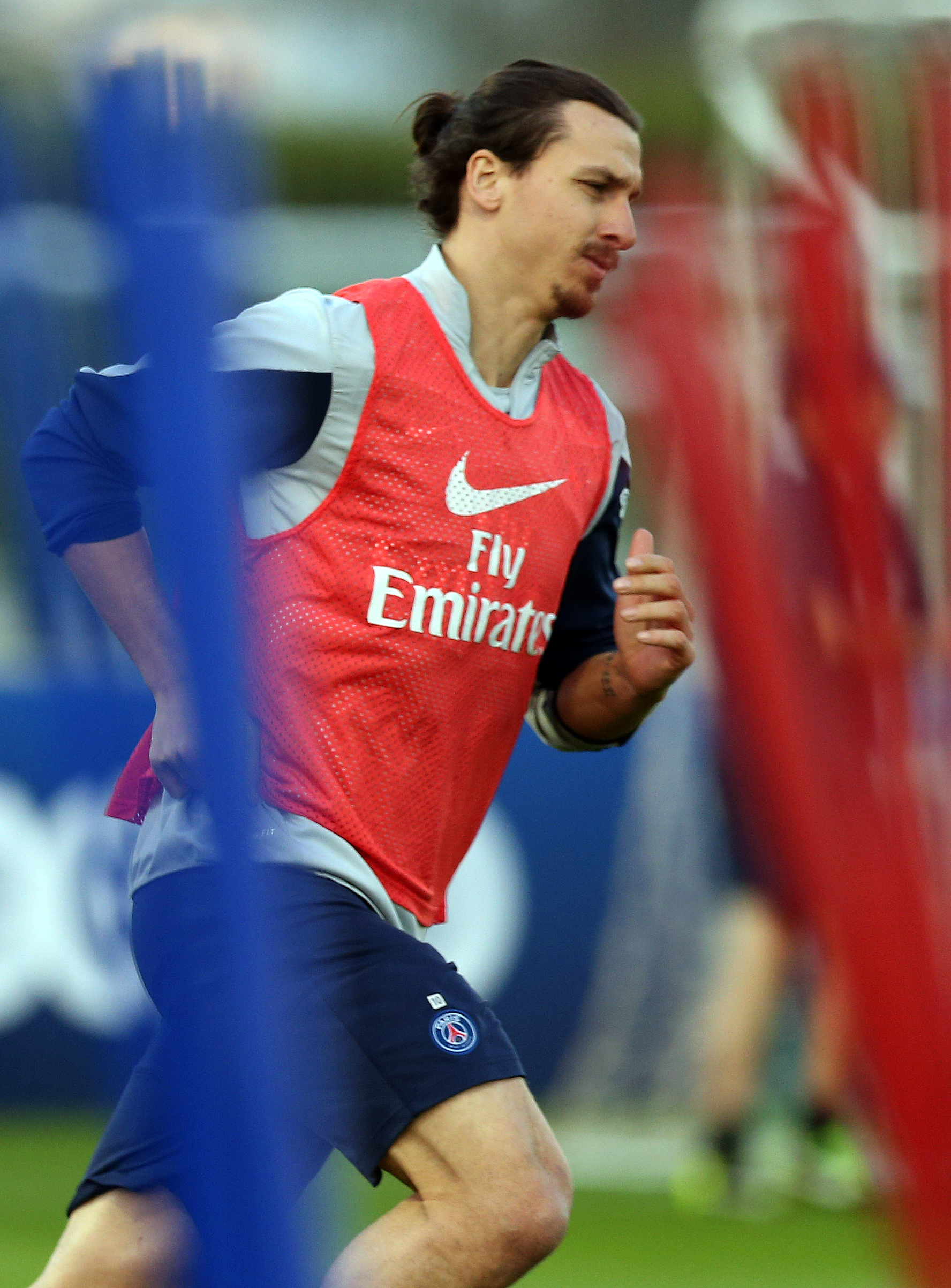
Ибрагимович (на фото в «Пари Сен-Жермен» в 2013 году) вызывал споры во время игры в клубе за оскорбление официальных лиц матча и насилие на поле по отношению к игрокам соперника

В ноябре 2012 года, будучи игроком «Пари Сен-Жермен», Ибрагимович получил двухматчевую дисквалификацию за удар ногой в грудь вратаря «Сент-Этьена» Стефана Рюффье. В декабре 2012 года защитник «Лиона» Деян Ловрен и президент Жан-Мишель Ола обвинили его в том, что он намеренно ударил Ловрена по голове. Сам хорват предположил, что Ибрагимович избежал наказания из-за своего «статуса суперзвезды». В феврале 2013 года УЕФА наложил на Ибрагимовича двухматчевую дисквалификацию за то, что он ударил нападающего «Валенсии» Андреса Гуардадо. В марте 2013 года нападающий «ПСЖ» Лукас Моура заявил, что Ибрагимович регулярно оскорбляет партнёров по команде: «Он всегда просит мяч и оскорбляет одноклубников. Иногда он слишком высокомерен и часто на всё жалуется». Лукас позже заявил, однако, что интервью было искажено и плохо переведено. В мае 2013 года Ибрагимовича засняли на видео, когда он кричал на спортивного директора «ПСЖ» Леонардо после победы клуба в чемпионате.
Главный тренер «Лиона» Юбер Фурнье обвинил Ибрагимовича в оскорблении официальных лиц, заявив в январе 2015 года, что «все судьи в чемпионате получают оскорбления от этого человека». Два месяца спустя, после поражения в матче Лиги 1 с «Бордо», Златан был записан на видео, где он разглагольствовал об уровне судейства в матче, заявив: «За 15 лет я не видел такого [хорошего] судейства, как в этой дерьмовой стране… [они] не заслуживают ПСЖ». Позже он извинился, но подвергся критике со стороны французских политиков, а Лига 1 наложила четырёхматчевый запрет.
Кроме того, Ибрагимович неоднократно становился участником инцидентов в составе национальной команды. После победы сборной Швеции над Фарерскими островами со счётом 1:0 в октябре 2012 года капитан сборной Фарерских островов Фроуи Беньяминсен обвинил Ибрагимовича в грубой игре и оскорблениях, назвав его «высокомерным», «ребячливым», «невежественным» и «грязным игроком». В декабре 2015 года французское спортивное издание L'Équipe назвало Ибрагимовича и Криштиану Роналду «самыми высокомерными» футболистами в мире. Кроме того, Ибрагимович был пойман на камеру, когда пинал товарища по команде Кристиана Вильхельмссона во время тренировки.
В 2013 году Ибрагимович подвергся критике со стороны женской сборной Швеции за интервью, опубликованное на Рождество в таблоиде Expressen, в котором он высказался о неравенстве достижений и отношения к футболистам мужского и женского пола. Его бывший товарищ по команде Андерс Свенссон был награждён автомобилем Volvo за его рекорд по выступлениям за национальную команду, но Тереза Шёгран не получила такой награды за аналогичные достижения в женской команде, несмотря на то, что на тот момент имела на 41 матч больше (187 против 146), чем Свенссон. Ибрагимович ответил на этот вопрос, что Швеция «обесценила» бы Свенссона, «сравнивая его с индивидуальными достижениями женщин. Они могут получить велосипед с моим автографом, и этого будет достаточно». Тренер Пиа Сундхаге ответила, что его комментарии были «печальными и прискорбными» и олицетворяли «недостатки основных ценностей мужского футбола», а Шёгран сказала: «Я понимаю его, когда он говорит, что мужская сборная приносит больше денег и известности. Это правда. Но речь идёт об уважении».

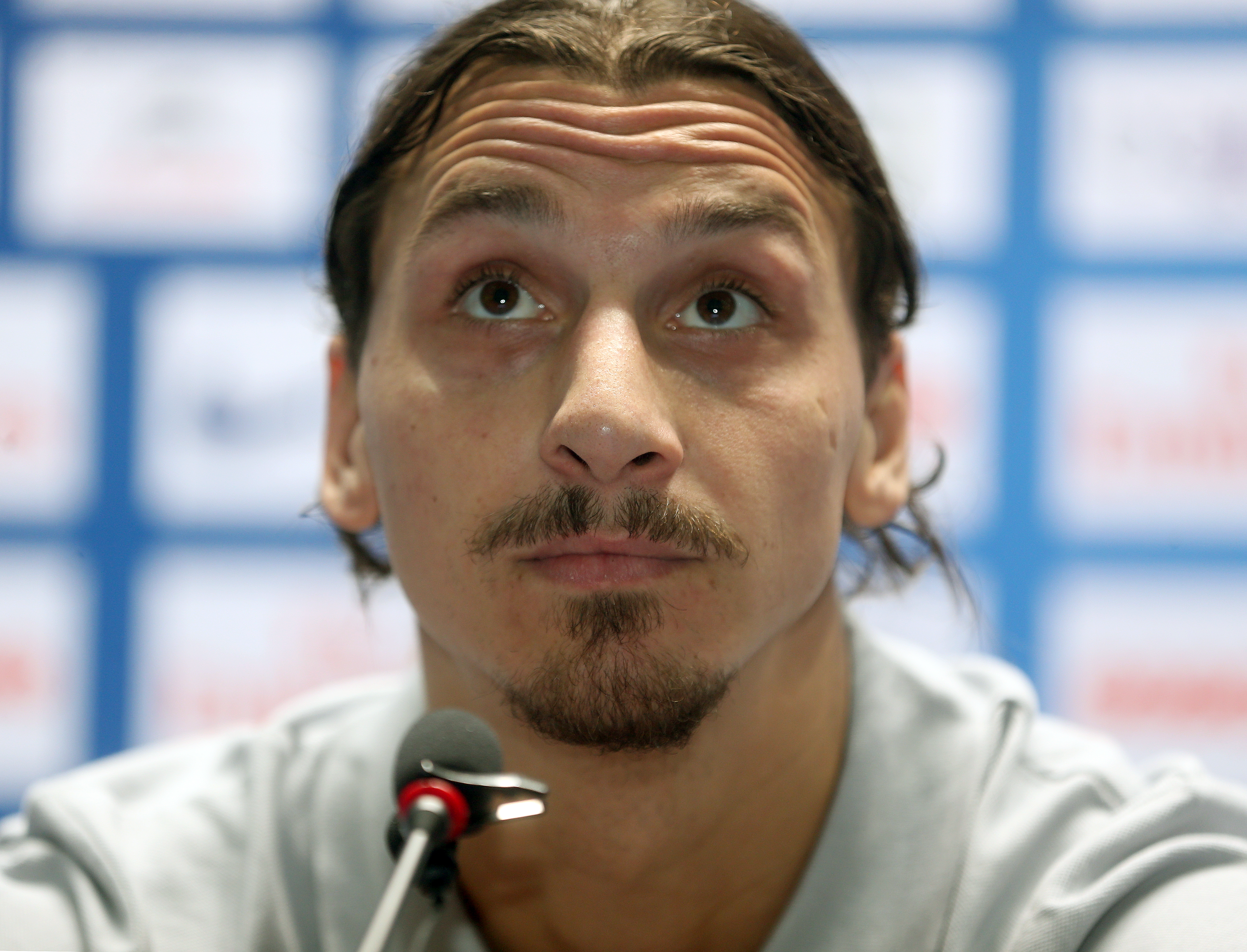
Ибрагимович на пресс-конференции в Катаре в 2013 году

30 января 2015 года, после победы над «Ренном», Ибрагимович ответил на обвинения корреспондента в том, что «многие люди» утверждают, что он не часто пасует мяч партнёру по команде Эдинсону Кавани, сказав: «Многие люди или вы?», а затем ответил: «Вы разбираетесь в футболе лучше меня?… Тогда зачем вы говорите об этом?», а затем спросил репортёра: «Вы журналист или оператор?… Тогда почему у вас на плече камера? У вас должен быть оператор… Значит, у вас маленький бюджет». 3 февраля 2015 года, после матча Кубка французской лиги против «Лилля», Ибрагимович, как сообщается, сказал своим товарищам по команде «ПСЖ» избегать общения с журналистами; когда его спросили о причине, он ответил: «Потому что я тут босс». 11 марта 2015 года Ибрагимович назвал игроков «Челси» «младенцами» после того, как его удалили в матче Лиги чемпионов против них с «ПСЖ»: «Я не знал, должен я злиться или начать смеяться. Когда я увидел перед собой красную карточку, сразу подумал: этот парень [судья] не знает, что делает, он явно увидел что-то другое. Это не самое худшее. Но хуже всего то, как повели себя игроки „Челси“, которые собрались вокруг меня, будто 11 детей». В ноябре 2015 года перед матчем плей-офф отборочного турнира Евро-2016 против сборной Дании Ибрагимович заявил, что поместил на футбольную карту Швецию и Францию, сказав: «Я хочу сыграть на Евро во Франции. Я выступаю в этой стране уже четыре года. Сначала я нанёс Швецию на карту мира, теперь то же самое проделал с Францией». Этот же комментарий «Я открыл Швецию на карте мира» Ибрагимович повторил в интервью Джимми Киммелу в апреле 2018 года.
В апреле 2016 года Мино Райола объявил, что Ибрагимович подаст в суд на шведского тренера Ульфа Карлссона из-за обвинений в употреблении допинга. Согласно Expressen, Карлссон ссылался на «неестественный» и «быстрый набор веса» игрока во время его выступлений в «Ювентусе». Райола сказал по поводу этих обвинений: «Это смешно. У Карлссона нет никаких фактов, и мы легко можем это доказать. Во всех клубах, за которые играл Златан, знают, что он не принимает даже аспирин». В ноябре 2017 года он назвал себя «львом» после быстрого восстановления после травмы колена, сказав: «львы не сравнивают себя с людьми».

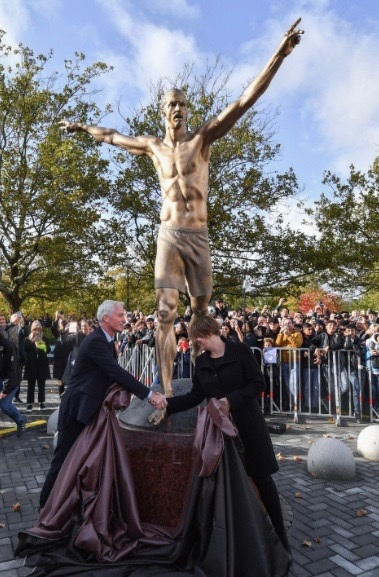
Статуя Златана была открыта в Мальме в 2019 году. После того как он вложил деньги в конкурирующий клуб «Хаммарбю», болельщики «Мальмё» совершили акт вандализма, облили статую краской из баллончика и подожгли её, после чего 5 января 2020 года она была снята с постамента

В 2018 году Ибрагимович обсудил свои отношения со шведскими СМИ в интервью Оливье Дакуру на Canal+, в котором он сказал, что: «Они всё ещё нападают на меня, потому что не могут согласиться, что я Ибрагимович. Если бы это был другой шведский футболист, они бы защищали его за такую же ошибку, которую могу совершить я», а затем добавил: «Это своего рода скрытый расизм. Уверен на 100 %, что он существует. Потому что я не Андерссон или Свенссон. Если бы я был таким, поверьте мне, они бы защищали меня, даже ограбь я банк, но они не делают этого так, как должны».
21 мая 2018 года Ибрагимович был удалён за то, что ударил игрока «Монреаль Импакт» Майкла Петрассо по голове, после того как тот наступил ему на ногу. В апреле 2019 года защитник «Реал Солт-Лейк» Недум Онуоха обвинил Златана в грубой игре и угрозах нанести ему травму во время игры, назвав его «высокомерным» и «неуважительным». В мае 2019 года Ибрагимович получил двухматчевую дисквалификацию за агрессивное поведение после того, как схватил за шею вратаря «Нью-Йорк Сити» Шона Джонсона.
В июле 2019 года Ибрагимович сделал неоднозначные замечания об уровне игры в MLS, назвав себя «Феррари среди Фиатов» и «безусловно лучшим игроком» в лиге. Он также прокомментировал своё влияние в США, заявив: «Им повезло, что я не приехал сюда 10 лет назад, иначе сегодня я был бы президентом этой страны», а также упомянул, что он «лучший из когда-либо игравших в MLS. И это без шуток». 20 июля 2019 года Златан ударил локтем Мохамеда Мунира во время матча с «Лос-Анджелес», а после матча повздорил с тренером вратарей Заком Абделем, сказав ему: «Вали домой, мелкая сучка. Вали домой». Ещё больше споров последовало за этим, когда после поражения «Гэлакси» от соперников из Лос-Анджелеса в плей-офф, Ибрагимович был замечен делающим неприличные жесты в сторону уходящих с поля болельщиков.
В ноябре 2019 года Ибрагимович купил 23,5 % акций стокгольмского клуба «Хаммарбю», который был соперником команды детства нападающего, «Мальмё». В своём заявлении игрок выразил восхищение клубом и его болельщиками, а также рассказал о том, что он рад возможности поддержать «один из самых интересных и влиятельных клубов Швеции». Однако это инвестиционное решение разозлило многих болельщиков «Мальмё», которые посчитали его предателем, и они совершили акт вандализма и подожгли его бронзовую статую. Ибрагимович ответил на этот инцидент, заявив, что это решение не имеет никакого отношения к тому, где он начинал свою карьеру.
В сентябре 2020 года Ибрагимович раскритиковал тренера сборной Швеции Янне Андерссона, который не вызвал его на ЧМ-2018, за решение не выпускать в старте Деяна Кулушевски в матче Лиги наций против сборной Франции, заявив: «Какая грёбаная клоунада. Ещё одно доказательство. Некомпетентные люди на неправильных позициях душат шведский футбол». В ноябре 2020 года Ибрагимович раскритиковал EA Sports за использование его имени и лица в FIFA 21 без его разрешения; однако EA Sports ранее заключила сделку с его командой «Милан» на использование всех связанных с ней игроков и объектов.
Ибрагимович получил одноматчевую дисквалификацию после ссоры с бывшим партнёром по команде Ромелу Лукаку во время матча Кубка Италии против миланского «Интера» в январе 2021 года, когда микрофоны на поле зафиксировали, как Златан неоднократно говорил Лукаку: «Иди занимайся своим вуду-дерьмом», называл его «мелким ослом» и говорил ему «позвонить [своей] матери». Хотя некоторые отметили, что упоминание Ибрагимовичем «вуду» могло относиться к инциденту 2018 года, в котором владелец «Эвертона» Фархад Мошири заявил, что вера Лукаку в «вуду» была виновата в том, что он отказался подписать продление контракта с клубом, другие СМИ предположили расовый подтекст в этом сообщении, и что Ибрагимович использовал слово «обезьяна», а не «осёл», обращаясь к Лукаку. Златан отверг обвинения в расизме, написав в Твиттере: «В мире ЗЛАТАНА нет места расизму. Мы все одной расы, мы все равны! Мы все ИГРОКИ, но одни лучше других». Итальянская федерация футбола начала расследование с возможным дисквалификацией Златана на десять матчей, если он будет признан виновным в расистском оскорблении. Однако в марте стало известно, что с Ибрагимовича снято обвинение в расизме, так как инцидент был признан чисто неспортивным и заслуживающим лишь штрафа.
Ибрагимович подвергся критике за комментарии, сделанные в адрес игрока НБА Леброна Джеймса и других спортсменов в связи с их социальной и политической активностью. В интервью Discovery+ в Швеции в феврале 2021 года Ибрагимович сказал, что ценит Джеймса как игрока, но «не любит, когда люди со статусом одновременно занимаются политикой». Он заявил, что спортсмены и другие известные люди должны говорить только о своей сфере деятельности, объяснив: «Я не занимаюсь политикой. Если бы я был политиком, то занимался бы политикой. Это первая большая ошибка, которую делают люди, когда становятся знаменитыми и обретают определённый статус. Держитесь подальше от этого. Просто делайте то, что у вас получается лучше всего». Баскетболист ответил Ибрагимовичу на следующий день, сказав журналистам: «Я никогда не заткнусь и буду говорить о том, что неправильно. Я говорю о своём народе, о равенстве, о социальной несправедливости, о расизме, о систематическом подавлении голосов избирателей. Это вещи, которые происходят в нашем обществе». Он также упомянул о том, как Ибрагимович делал комментарии политического характера в 2018 году (когда он заявил, что испытывает скрытый расизм в Швеции из-за того, что его фамилия звучит по-иностранному), а затем добавил: «Я не тот, на кого стоит нападать, потому что я делаю домашнюю работу». Златан, однако, затем повторил свои комментарии, заявив на пресс-конференции: «Расизм и политика — две разные вещи. Мы, спортсмены, объединяем мир, политика разделяет мир», и снова настаивая: «Мы не занимаемся другими вещами, потому что у нас это плохо получается, иначе я был бы в политике». В апреле 2021 года он попал под расследование УЕФА из-за предполагаемой финансовой заинтересованности в букмекерской компании «Бетард». Месяц спустя УЕФА оштрафовал его на 50 000 евро за нарушение дисциплинарных правил, связанных с его заинтересованностью в вышеупомянутой букмекерской компании.

### Реклама, бизнес и доходы
Ибрагимович имеет контракт с компанией Nike и снимается в её телевизионной рекламе, где он появляется вместе с другими игроками Nike, включая Криштиану Роналду, Неймара и Уэйна Руни. Он носит бутсы «Nike Mercurial», а на внешних сторонах его бутс нанесены имена и даты рождения его сыновей. В конце 2007 года Ибрагимович совместно с компанией Nike построил в районе Русенгорд Мальмё «Корт Златана», имеющий искусственное покрытие, футбольное поле, ворота, искусственное освещение. В 2008 году он пожертвовал новые комплекты футбольной формы Nike своему молодёжному клубу «Балкан». В сентябре 2012 года во время пребывания в Мальмё с национальной командой игрок был удостоен чести занести своё имя на городскую «Аллею спортивной славы».

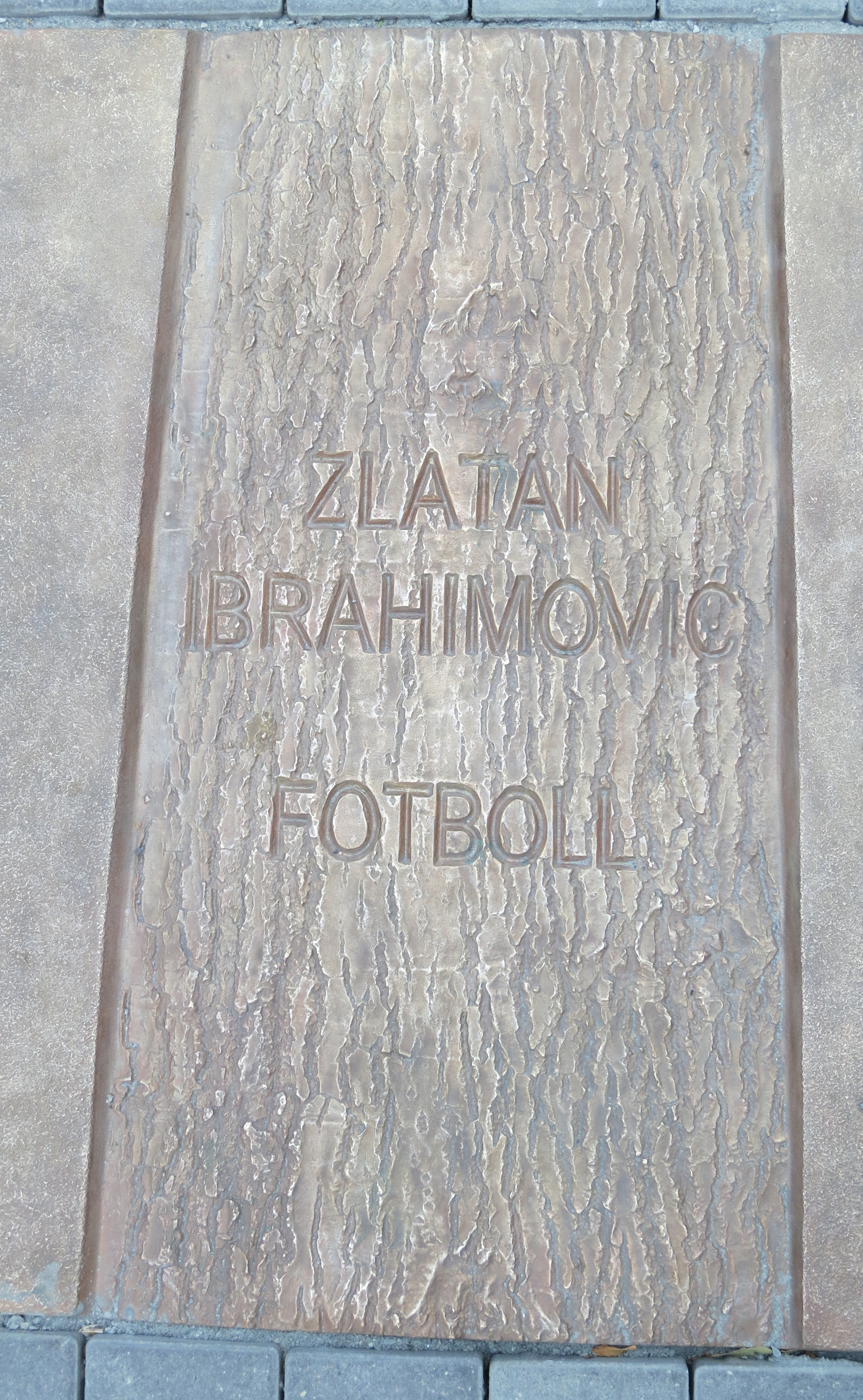
Надпись Ибрагимовича на «Аллее спортивной славы» в его родном городе Мальмё

Весной 2013 года игрок приветствовал зрителей в заставке конкурса песни Евровидение 2013, который проходил в Швеции, в родном городе Ибрагимовича — Мальмё. 11 ноября 2013 года шведская Почтовая служба объявила, что в ближайшее время выйдет полный набор марок, посвящённых Ибрагимовичу, который будет изображён на пяти различных марках. Марки с портретом форварда поступили в продажу 27 марта 2014 года. По пяти миллионам экземпляров были получены предзаказы. 23 ноября 2013 года Ибрагимович подарил всей команде «ПСЖ» именные игровые приставки Xbox One эксклюзивной серии, изготовленной по заказу футболиста.
В 2014 году Ибрагимович снялся для обложки мужской версии популярного журнала Elle. Снимки сделал немецкий модельер и фотограф Карл Лагерфельд. В январе 2014 года вышел рекламный ролик Volvo XC70, в котором Ибрагимович исполнил гимн Швеции в форме речитатива. В марте того же года шведская почта выпустила набор из пяти почтовых марок с изображением игрока. Ибрагимович участвует в серии видеоигр FIFA от EA Sports, а в FIFA 15 он стал четвёртым игроком с самым высоким рейтингом. 8 мая 2014 года по версии журнала Forbes Ибрагимович стал третьим после Криштиану Роналду (73 млн $ в год) и Лионеля Месси (65 млн $ в год) высокооплачиваемым футболистом мира, с доходом 34 млн $ в год. Год спустя Ибрагимович вновь станет третьим после Криштиану Роналду (79 млн $ в год) и Месси (70 млн $ в год) высокооплачиваемым футболистом мира, с доходом 41,8 млн $ в год. 9 июня 2014 вышел короткометражный анимационный видеоролик компании Nike — «Последняя игра», в котором Ибрагимович стал одним из главных героев. Впоследствии компания Nike выпустила серию роликов, получившую название #AskZlatan, где Ибрагимович выступил в роли комментатора и выражал готовность к ответам на любые вопросы болельщиков. 11 августа 2014 года Ибрагимович заплатил 51 000 долларов США, чтобы отправить шведскую сборную по футболу для лиц с ограниченными умственными способностями на чемпионат мира INAS в Бразилии. После того как товарищи по команде Юхан Эльмандер, Ким Чельстрём, Андреас Исакссон и Пер Нильссон пожертвовали футболки с автографами для продажи на аукционе, Ибрагимович ответил: «Какого чёрта ты собираешься делать с футболкой? Сколько она стоит?».

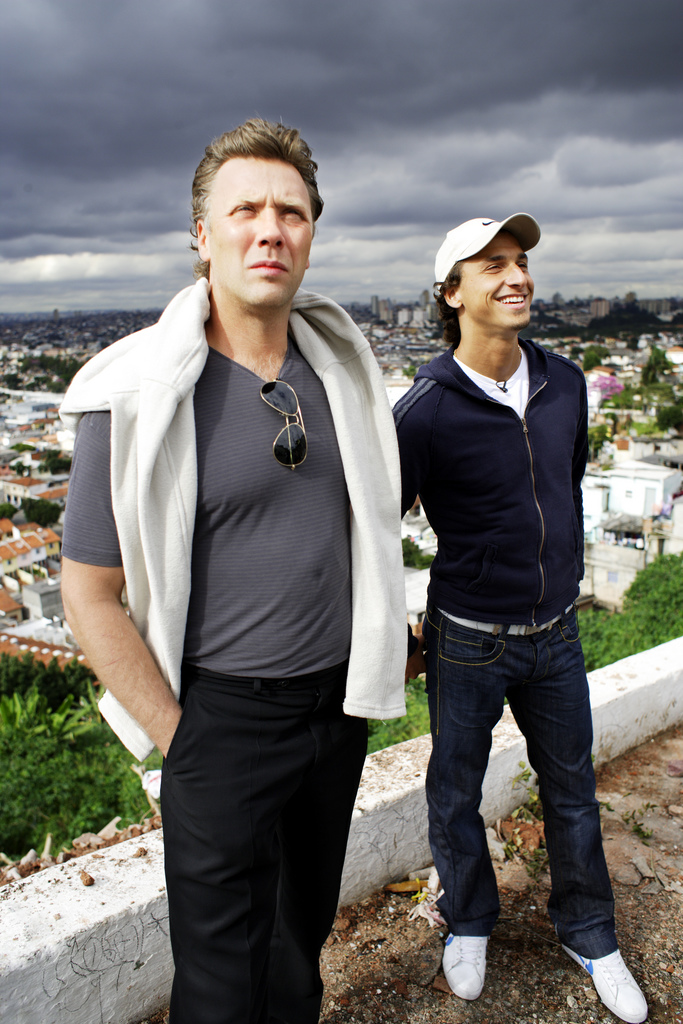
Ибрагимович и Микаэль Персбрандт в Бразилии на открытии центра ЮНИСЕФ, 22 июня 2005 года

10 февраля 2015 года в парижском музее восковых фигур Гревен была впервые выставлена фигура Ибрагимовича. 14 февраля 2015 года в матче чемпионата Франции против «Кана» Ибрагимович снял футболку после забитого гола, чтобы обнажить вытатуированные на ней имена 50 человек, страдающих от голода по всему миру, в знак привлечения внимания к проблеме голода в соответствии со Всемирной продовольственной программой ООН. 11 мая 2016 года опять стал третьим высокооплачиваемым футболистом мира по версии Forbes после Криштиану Роналду (82 млн $ в год) и Месси (77 млн $ в год), с доходом 37 млн $ в год. 24 мая 2017 года стал 5-м высокооплачиваемым футболистом мира, после Криштиану Роналду (93 млн $ в год), Месси (80 млн $ в год), Неймара (37 млн $ в год) и Гарета Бейла (34 млн $ в год), с доходом 32 млн $ в год.
Активный в социальных сетях, Златан имеет более 45 миллионов подписчиков в Instagram, что является самым большим показателем для шведа. Независимая шведская кинокомпания Auto Images выпустила спортивный документальный фильм «Златан. Начало» в феврале 2016 года, в котором биография Ибрагимовича прослеживается через годы своего становления в «Мальмё» и «Аяксе» до своего прорыва в «Ювентусе» в 2005 году. Фильм был показан на нескольких кинофестивалях, включая Международный фестиваль документального кино в Амстердаме, Хельсинкский фестиваль документального кино и Руанский фестиваль северного кино.
8 октября 2019 года статуя Ибрагимовича была открыта в его родном городе, у стадиона Мальмё. Высота статуи, созданной Петером Линде, составляет 8 футов 9 дюймов (2,67 м), а вес — почти 500 килограммов (1100 фунтов). В ноябре 2019 года швед стал совладельцем клуба «Хаммарбю», приобретя 25 % акций. Этот клуб является главным соперником «Мальмё», в котором форвард начинал свою карьеру.
По состоянию на 2014 год владеет автомобилями Volvo C30 T5 RDesign, Ferrari 360-Spider, Ferrari Enzo, Maserati GranTurismo, Audi Q7, Audi S8 Quattro, Porsche Cayenne Turbo, Porsche Carrera GT и Lamborghini Gallardo LP560-4.
В 2021 году был снят шведско-датско-нидерландский художественный фильм «Я — Златан».

## Личная жизнь
У Ибрагимовича есть один родной брат (Санела) и четыре сводных брата. Женат на шведской актрисе и фотомодели Хелен Сегер, с которой у него двое сыновей: Максимилиан (родился 22 сентября 2006 года) и Винсент (родился 6 марта 2008 года). Осенью 2016 года Ибрагимович отдал сыновей в академию «Манчестер Юнайтед». Когда он играл за «Лос-Анджелес Гэлакси», то проживал за пределами Лос-Анджелеса. Однако у него до сих пор есть дом в Мальмё, где он проводит лето. Ибрагимович получил почётный чёрный пояс по тхэквондо; в детстве он посещал занятия в клубе тхэквондо «Enighet» (со швед. — «Единство»). Владеет пятью языками: шведским, боснийским, английским, испанским и итальянским. Он заявил, что вырос католиком. Ибрагимович часто говорит о себе в третьем лице. Он не употребляет алкоголь.
В мае 2003 года имя «Златан» было запатентовано в Шведском бюро патентов и регистрации за то, что «скорее всего, его воспринимают как Златана Ибрагимовича», то есть он получает эксклюзивные права на это имя для определённых товаров, включая спортивные товары, одежду и обувь. В феврале 2011 года в интервью каналу «Eurosport» Ибрагимович заявил, что боксёр Мухаммед Али является одним из его примеров для подражания, сказав при этом: «Мохаммед Али — мой образец для подражания как в спорте, так и за его пределами [sic]… он верил в свои [принципы] и никогда от них не отказывался».
15 ноября 2011 года Ибрагимович выпустил автобиографию «Я — Златан» (швед. Jag Är Zlatan), написанную совместно с шведским писателем Давидом Лагеркранцем. В декабре 2012 года французский диджей Al Pach выпустил песню, посвящённую Ибрагимовичу, — «My Name is Zlatan». В конце 2012 года в шведском языке в честь Златана Ибрагимовича появился новый глагол «zlatanera», который был добавлен в словари и обозначает «доминировать на поле и за его пределами, делать что-то с силой». Слово пришло из французского языка, где инфинитив «zlataner» придумали авторы сатирической передачи «Guignols de l’info».
2 декабря 2014 года Ибрагимович провёл для короля Швеции Карла XVI Густава и его супруги королевы Сильвии экскурсию по стадиону «Парк де Пренс». 25 ноября 2015 года Ибрагимович стал почётным гражданином Мальмё и получил медаль почётного гражданина города, лишь пять человек её получили за последние 10 лет. Мэр города назвал Ибрагимовича самым известным уроженцем Мальмё в мире.
В 2018 году Ибрагимович упомянул, что жена разрешает ему повесить дома только одну свою фотографию: «Моя жена не разрешает развешивать мои фотографии по дому», а затем добавил: «Единственное фото, которое висит дома, это фото моих ног. Это то, что даёт нам всё, что есть у нас сейчас».

### Татуировки

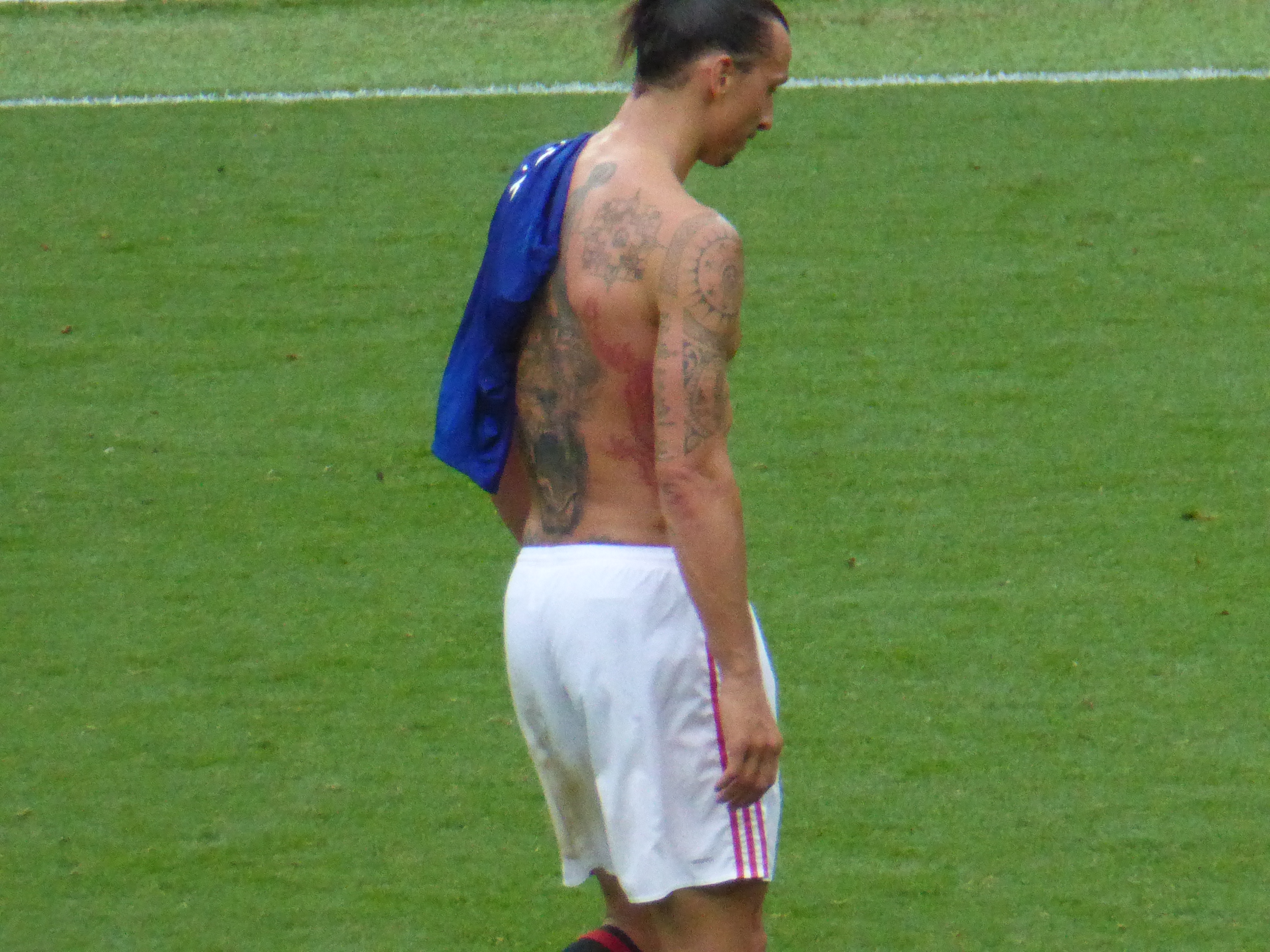
Татуировки Ибрагимовича, 24 сентября 2016 года

Ибрагимович известен как любитель татуировок. Их у него насчитывается одиннадцать штук. В основном они касаются личной жизни.
- «Красный дракон» — самая яркая татуировка Ибрагимовича. Расположена на правом боку.
- «Maximilian» — имя первого сына на правой руке.
- «Vincent» — имя второго сына на левой руке.
- «Код Ибрагимовича» — на обоих запястьях набиты даты рождения родителей, братьев и сестёр. Позднее добавились даты рождения сыновей.
- Фамилия «Ибрагимович» на арабском — на правой руке.
- Племенной рисунок, символизирующий семейное счастье, на правом плече.
- Имя матери на правой руке.
- Имя отца на левой руке.
- «Only god can judge me» (Только Бог может судить меня) — правый бок.
- «Два туза» — на правом боку, над драконом.

### Религиозный и социальный фон
Ибрагимович родился в семье боснийца-мусульманина Шефика Ибрагимовича и хорватской католички Юрки Гравич; его родители иммигрировали в Швецию из СФР Югославии — Шефик из Биелины (СР Босния и Герцеговина), и Юрка из Пркоса около Шкабрни (СР Хорватия) — и впервые встретились в Швеции. Родители Ибрагимовича развелись, когда он был ребёнком, и хотя его воспитание было разделено между ними, он больше времени проводил с отцом: «У меня было время с моей матерью, но в действительности я жил со своим отцом». В 2012 году в интервью «ПСЖ» он сказал следующее: «Мой отец — мусульманин, моя мать — католичка. У меня есть братья и сёстры. Все мы росли по-разному. Я иду своим путём, в религию не верю. В футболе представители всех религий приветствуются. Это одна наша общая религия…». В интервью CNN 24 ноября 2015 года он подчеркнул, что его мусульманское происхождение «не является фактором» в восприятии его болельщиками: «Для меня это не изменило (ничего), потому что мой отец — мусульманин, а мать — католичка… Для меня всё дело в уважении. Это то, как я вырос, и то, каким я научился быть. Это то, что я есть». Тем не менее, позже он назвал себя «глубоко верующим католиком».
Телеведущий из Мальмё Тедди Ланден, который брал интервью для того же документального фильма, отметил выбор Ибрагимовичем фамилии на футболке после его перехода в «Аякс» в 2001 году: «Вы можете видеть, что просто тот факт, что когда он [появился] в профессиональном [футбольном] мире [в „Аяксе“], из Швеции, где он был известен только [под именем] Златан — его первое имя — он изменил, чтобы на его футболке, на его майке было написано Ибрагимович, потому что он хотел почтить своё происхождение. Будучи мусульманином, будучи выходцем из очень скромной среды, с низким статусом, он действительно [хотел] показать всем детям из Розенгорда [и] Мальмё в целом: „Если я могу это сделать, то и вы сможете“».
18 февраля 2021 года во время матча 1/16 финала Лиги Европы между белградской «Црвеной звездой» и «Миланом» на стадионе «Райко Митич» Ибрагимович подвергся расизму со стороны болельщиков сербской команды. Ибрагимович, который не играл в матче, наблюдал за игрой с трибун и прыгнул, чтобы отпраздновать, когда «Милан» забил гол, когда один из болельщиков выкрикнул в его адрес оскорбления, в том числе «балия» — этническое оскорбление, направленное против боснийских мусульман. Матч проходил за закрытыми дверями из-за пандемии COVID-19, но нескольким болельщикам было разрешено наблюдать за игрой из VIP-ложи. «Црвена звезда» принесла извинения и осудила оскорбления, однако УЕФА все равно начал расследование инцидента. 14 апреля 2021 года клуб был оштрафован на 30 000 евро и получил предписание провести домашний матч в еврокубках за закрытыми дверями.